# Effectifs de la Coupe du monde masculine de basket-ball 2014
Cet article liste les effectifs des équipes participant à la Coupe du monde de basket-ball masculin 2014.

## Groupe A

### Brésil
La sélection est composée de :
| Numéro | Joueur                 | Poste | Naissance         | Taille | Club 2013-2014                       |
| ------ | ---------------------- | ----- | ----------------- | ------ | ------------------------------------ |
| 4      | Marcelo Machado        | SG    | 12 avril 1975     | 2,01 m | CR Flamengo                          |
| 5      | Raul Togni Neto        | SG    | 19 mai 1992       | 1,85 m | CB Murcie                            |
| 6      | Rafael Hettsheimeir    | PF    | 16 juin 1986      | 2,08 m | Associação Bauru Basquete Clube (en) |
| 7      | Larry Taylor           | PG    | 3 octobre 1980    | 1,84 m | ABBC Bauru                           |
| 8      | Alex Garcia            | SG    | 4 mars 1980       | 1,93 m | ABBC Bauru                           |
| 9      | Marcelinho Huertas     | PG    | 25 mai 1983       | 1,91 m | FC Barcelone                         |
| 10     | Leandro Barbosa        | SG    | 28 novembre 1982  | 1,94 m | Suns de Phoenix                      |
| 11     | Anderson Varejão       | C     | 28 septembre 1982 | 2,11 m | Cavaliers de Cleveland               |
| 12     | Guilherme Giovannoni   | PF    | 2 juin 1980       | 2,08 m | UniCEUB Brasília                     |
| 13     | Nenê Hilario           | PF    | 13 septembre 1982 | 2,11 m | Wizards de Washington                |
| 14     | Marcus Vieira de Souza | SF    | 31 mai 1984       | 2,07 m | CR Flamengo                          |
| 15     | Tiago Splitter         | C     | 1er janvier 1985  | 2,11 m | Spurs de San Antonio                 |

Sélectionneur :  Rubén Magnano
Assistants :  Demétrius Ferracciú,  José Alves Neto

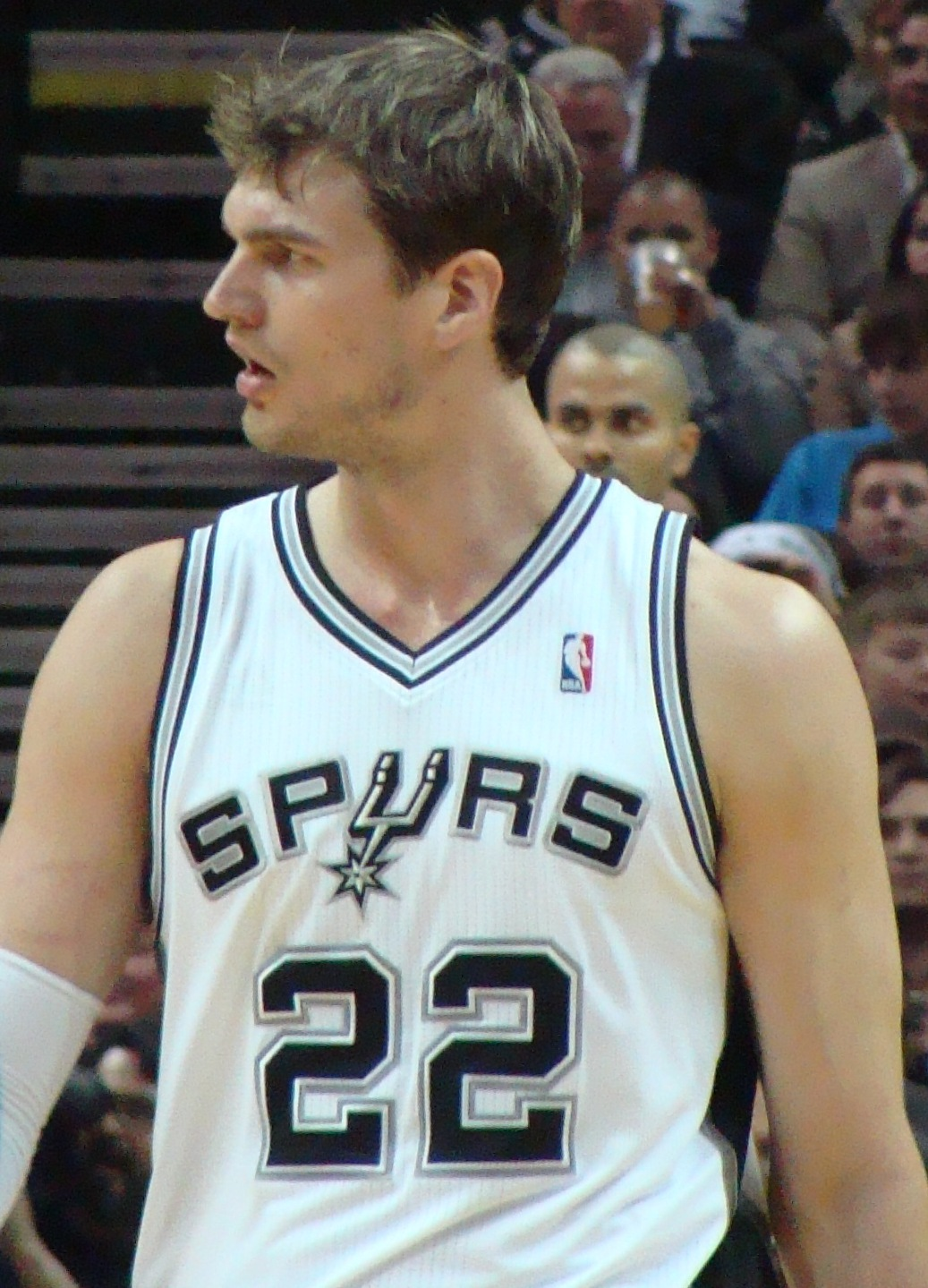
Tiago Splitter

Joueurs non retenus : Rafael Freire Luz, Cristiano Silva Felício ;

### Égypte
La sélection est composée de :
| Numéro | Joueur                 | Poste | Naissance         | Taille | Club 2013-2014             |
| ------ | ---------------------- | ----- | ----------------- | ------ | -------------------------- |
| 4      | Seif Samir (en)        | PF    | 5 juin 1993       | 2,03 m | Al Ahly                    |
| 5      | Amr Gendy (en)         | SF    | 14 juin 1991      | 1,93 m | Gezira SC                  |
| 6      | Haytham Kamal (en)     | C     | 17 novembre 1987  | 2,07 m | Al-Ittihad Alexandria      |
| 7      | Wael Badr (en)         | PG    | 1er décembre 1978 | 1,92 m | Sporting Club d'Alexandrie |
| 8      | Moamen Abouelanin (en) | SF    | 25 juin 1986      | 1,94 m | Al-Ittihad Alexandria      |
| 9      | Ibrahim Elgammal (en)  | SG    | 23 mars 1988      | 1,91 m | Al Ahly                    |
| 10     | Mouhanad Elsabagh (en) | PG    | 23 avril 1988     | 1,86 m | Al-Ittihad Alexandria      |
| 11     | Sherif Genedy (en)     | SG    | 3 avril 1979      | 1,88 m | Gezira SC                  |
| 12     | Youssef Shousha (en)   | SF    | 9 juin 1993       | 1,90 m | Sporting Alexandria        |
| 13     | Moustafa Elmekawi (en) | SG    | 22 octobre 1994   | 2,04 m | Al-Zamalek SC              |
| 14     | Ramy Ibrahim (en)      | PF    | 6 février 1988    | 2,04 m | Al-Ittihad Alexandria      |
| 15     | Ashraf Rabie (en)      | PF    | 16 janvier 1983   | 2,05 m | Al-Ittihad Alexandria      |

Sélectionneur :  Amr Aboul  Kheir (en)
Assistants : Sabry Saleh
Joueurs non retenus : Ehab Amin, Mohamed Bassiouny, Mohamed Ell-Ithy, Assem Marei, Omar Oraby ;

### Espagne
La sélection est composée de :
| Numéro | Joueur               | Poste | Naissance         | Taille | Club 2013-2014            |
| ------ | -------------------- | ----- | ----------------- | ------ | ------------------------- |
| 4      | Pau Gasol            | F/C   | 6 juillet 1980    | 2,13 m | Lakers de Los Angeles     |
| 5      | Rudy Fernández       | F     | 4 avril 1985      | 1,98 m | Real Madrid               |
| 6      | Sergio Rodríguez     | PG    | 12 juin 1986      | 1,92 m | Real Madrid               |
| 7      | Juan Carlos Navarro  | G     | 13 juin 1980      | 1,92 m | FC Barcelone              |
| 8      | José Manuel Calderón | PG    | 28 septembre 1981 | 1,92 m | Mavericks de Dallas       |
| 9      | Felipe Reyes         | F     | 16 mars 1980      | 2,04 m | Real Madrid               |
| 10     | Víctor Claver        | PF    | 30 août 1988      | 2,07 m | Trail Blazers de Portland |
| 11     | Ricky Rubio          | PG    | 21 octobre 1990   | 1,93 m | Timberwolves du Minnesota |
| 12     | Sergio Llull         | PG    | 15 novembre 1987  | 1,88 m | Real Madrid               |
| 13     | Marc Gasol           | C     | 29 janvier 1985   | 2,16 m | Grizzlies de Memphis      |
| 14     | Serge Ibaka          | F/C   | 18 septembre 1989 | 2,08 m | Thunder d'Oklahoma City   |
| 15     | Álex Abrines         | SG    | 1er août 1993     | 1,98 m | FC Barcelone              |

Sélectionneur :  Juan Antonio Orenga
Assistant :  Joaquim Costa

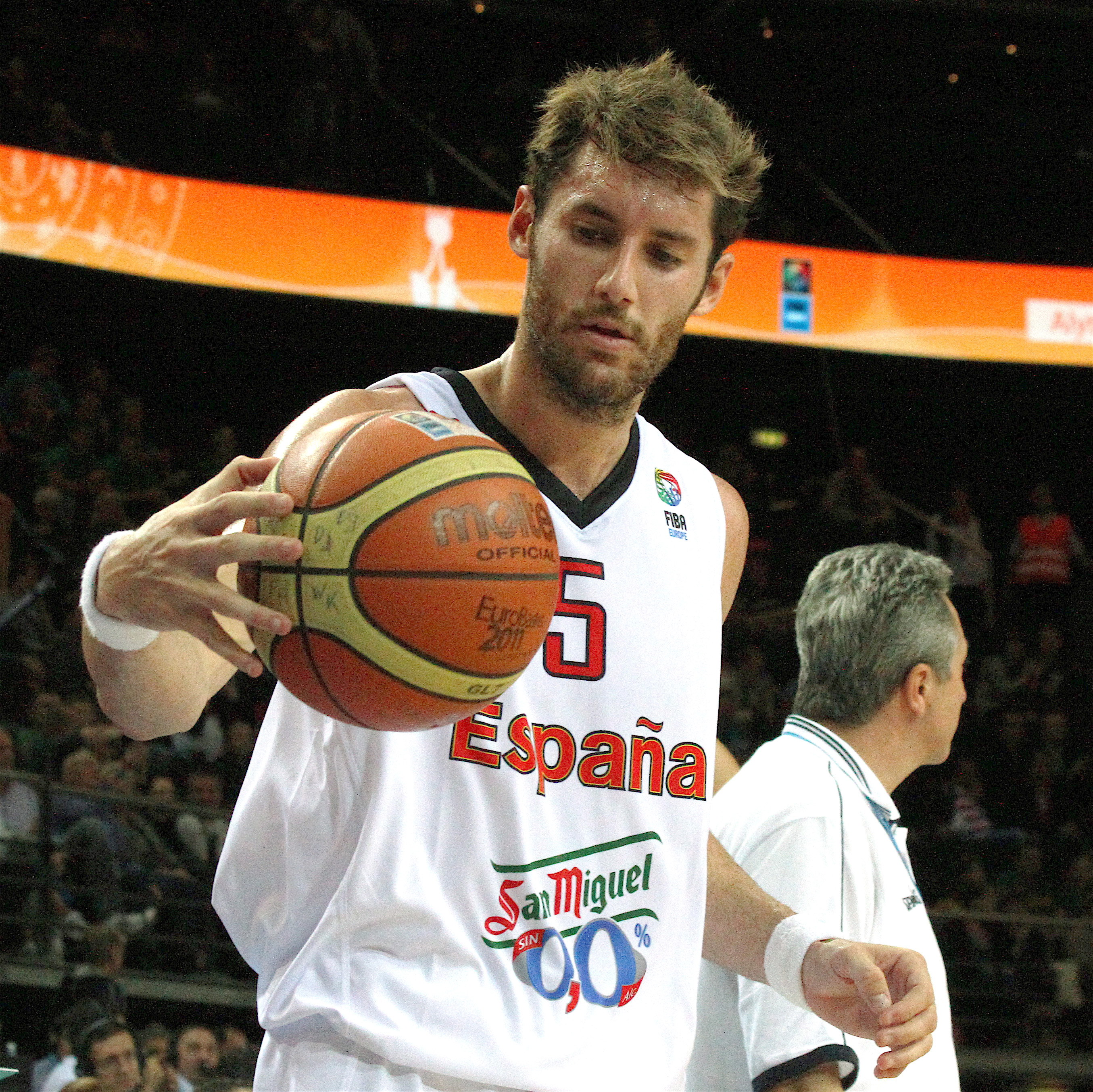
Rudy Fernandez

Joueurs non retenus : Nikola Mirotić, Fernando San Emeterio ;

### France
La sélection est composée de :
| Numéro | Joueur                 | Poste | Naissance         | Taille | Club 2013-2014            |
| ------ | ---------------------- | ----- | ----------------- | ------ | ------------------------- |
| 4      | Thomas Heurtel         | PG    | 10 avril 1989     | 1,88 m | Laboral Kutxa Vitoria     |
| 5      | Nicolas Batum          | SF    | 14 décembre 1988  | 2,03 m | Trail Blazers de Portland |
| 6      | Antoine Diot           | G     | 17 janvier 1989   | 1,93 m | Strasbourg IG             |
| 7      | Joffrey Lauvergne      | F     | 30 septembre 1991 | 2,11 m | KK Partizan Belgrade      |
| 8      | Charles Lombahe-Kahudi | SF    | 19 juillet 1986   | 1,99 m | Le Mans SB                |
| 9      | Edwin Jackson          | SG    | 18 septembre 1989 | 1,88 m | ASVEL Lyon-Villeurbanne   |
| 10     | Evan Fournier          | SF    | 29 octobre 1992   | 1,98 m | Nuggets de Denver         |
| 11     | Florent Piétrus        | PF    | 19 janvier 1981   | 1,99 m | SLUC Nancy                |
| 12     | Rudy Gobert            | C     | 26 juin 1992      | 2,18 m | Jazz de l'Utah            |
| 13     | Boris Diaw             | PF    | 16 avril 1982     | 2,03 m | Spurs de San Antonio      |
| 14     | Kim Tillie             | PF    | 15 juillet 1988   | 2,11 m | CB Murcie                 |
| 15     | Mickaël Gelabale       | SF    | 22 mai 1983       | 2,01 m | BC Khimki Moscou          |

Sélectionneur :  Vincent Collet
Assistants :  Jacques Commères,  Ruddy Nelhomme

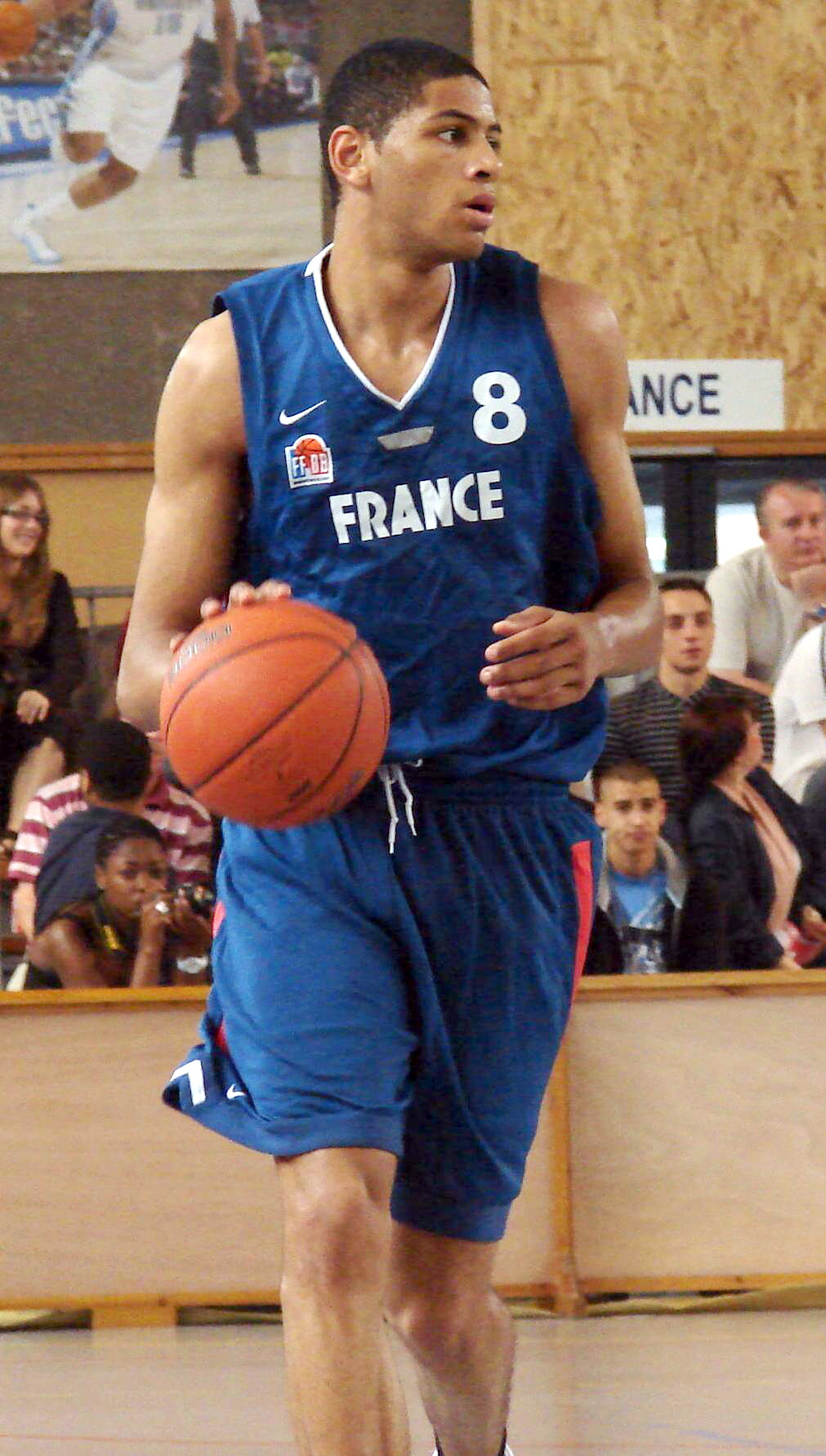
Nicolas Batum

Absences notables : Tony Parker (Spurs de San Antonio), Joakim Noah (Bulls de Chicago), Kevin Séraphin (Wizards de Washington), Alexis Ajinça (Pelicans de La Nouvelle-Orléans), Nando de Colo (Raptors de Toronto) et Ian Mahinmi (Pacers de l'Indiana).
Joueurs non retenus : Andrew Albicy, Rodrigue Beaubois, Nobel Boungou Colo, Fabien Causeur, Adrien Moerman, Johan Passave-Ducteil, Johan Petro, Pape Sy et Ali Traoré.

### 

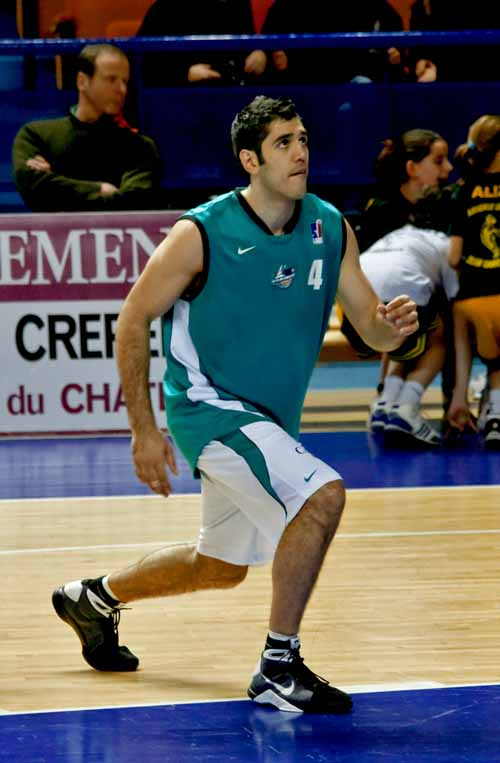
Samad Nikkhah Bahrami

### Iran
La sélection est composée de :
| Numéro | Joueur                | Poste | Naissance        | Taille | Club 2013-2014                 |
| ------ | --------------------- | ----- | ---------------- | ------ | ------------------------------ |
| 4      | Rouzbeh Arghavan      | C     | 18 mai 1988      | 2,10 m | Zob Ahan Isfahan BC (en)       |
| 5      | Sajjad Mashayekhi     | PG    | 5 mars 1994      | 1,78 m | Mahram Téhéran                 |
| 6      | Behnam Yakhchali      | SG    | 12 juillet 1995  | 1,91 m | Petrochimi Bandar Imam BC (en) |
| 7      | Mahdi Kamrany         | PG    | 1er juin 1982    | 1,82 m | Petrochimi Bandar Imam         |
| 8      | Arsalan Kazemi        | F     | 22 avril 1990    | 2,01 m | Petrochimi Bandar Imam         |
| 9      | Arman Zangeneh        | F     | 15 juin 1993     | 2,01 m | Mahram Téhéran                 |
| 10     | Hamed Afagh           | SG    | 1er février 1993 | 1,92 m | Petrochimi Bandar Imam         |
| 11     | Oshin Sahakian        | PF    | 21 mars 1986     | 2,02 m | Mahram Téhéran                 |
| 12     | Asghar Kardoust       | C     | 21 mars 1986     | 2,10 m | Kazma SC                       |
| 13     | Mohammad Jamshidi     | SF    | 30 juillet 1991  | 1,95 m | Université Azad (en)           |
| 14     | Samad Nikkhah Bahrami | SF    | 11 mai 1983      | 1,98 m | Mahram Téhéran                 |
| 15     | Hamed Haddadi         | C     | 19 mai 1985      | 2,18 m | Mahram Téhéran                 |

Sélectionneur :  Memi Bečirovič
Assistants :  Mehran  Shahintab (en), Safa Ali Kamalian

### Serbie
La sélection est composée de :
| Numéro | Joueur             | Poste | Naissance        | Taille | Club 2013-2014           |
| ------ | ------------------ | ----- | ---------------- | ------ | ------------------------ |
| 4      | Miloš Teodosić     | PG    | 19 mars 1987     | 1,95 m | CSKA Moscou              |
| 5      | Marko Simonović    | C     | 30 mai 1986      | 2,03 m | Étoile rouge de Belgrade |
| 6      | Stefan Jović       | G     | 3 novembre 1990  | 1,96 m | KK Radnički Kragujevac   |
| 7      | Bogdan Bogdanović  | SG    | 18 août 1992     | 1,97 m | Partizan Belgrade        |
| 8      | Nemanja Bjelica    | SF    | 9 mai 1988       | 2,09 m | Fenerbahçe Ülker         |
| 9      | Stefan Marković    | PG    | 25 avril 1988    | 1,91 m | Unicaja Málaga           |
| 10     | Nikola Kalinić     | F     | 8 novembre 1991  | 2,02 m | Étoile rouge de Belgrade |
| 11     | Stefan Birčević    | PF    | 13 décembre 1989 | 2,10 m | Estudiantes Madrid       |
| 12     | Nenad Krstić       | C     | 25 juillet 1983  | 2,12 m | CSKA Moscou              |
| 13     | Miroslav Raduljica | C     | 5 janvier 1988   | 2,13 m | Bucks de Milwaukee       |
| 14     | Raško Katić        | C     | 8 décembre 1980  | 2,08 m | Étoile rouge de Belgrade |
| 15     | Vladimir Štimac    | C     | 25 août 1987     | 2,11 m | Unicaja Málaga           |

Sélectionneur :  Aleksandar Đorđević
Assistants :  Jovica Antonić,  Miroslav  Nikolić (en)

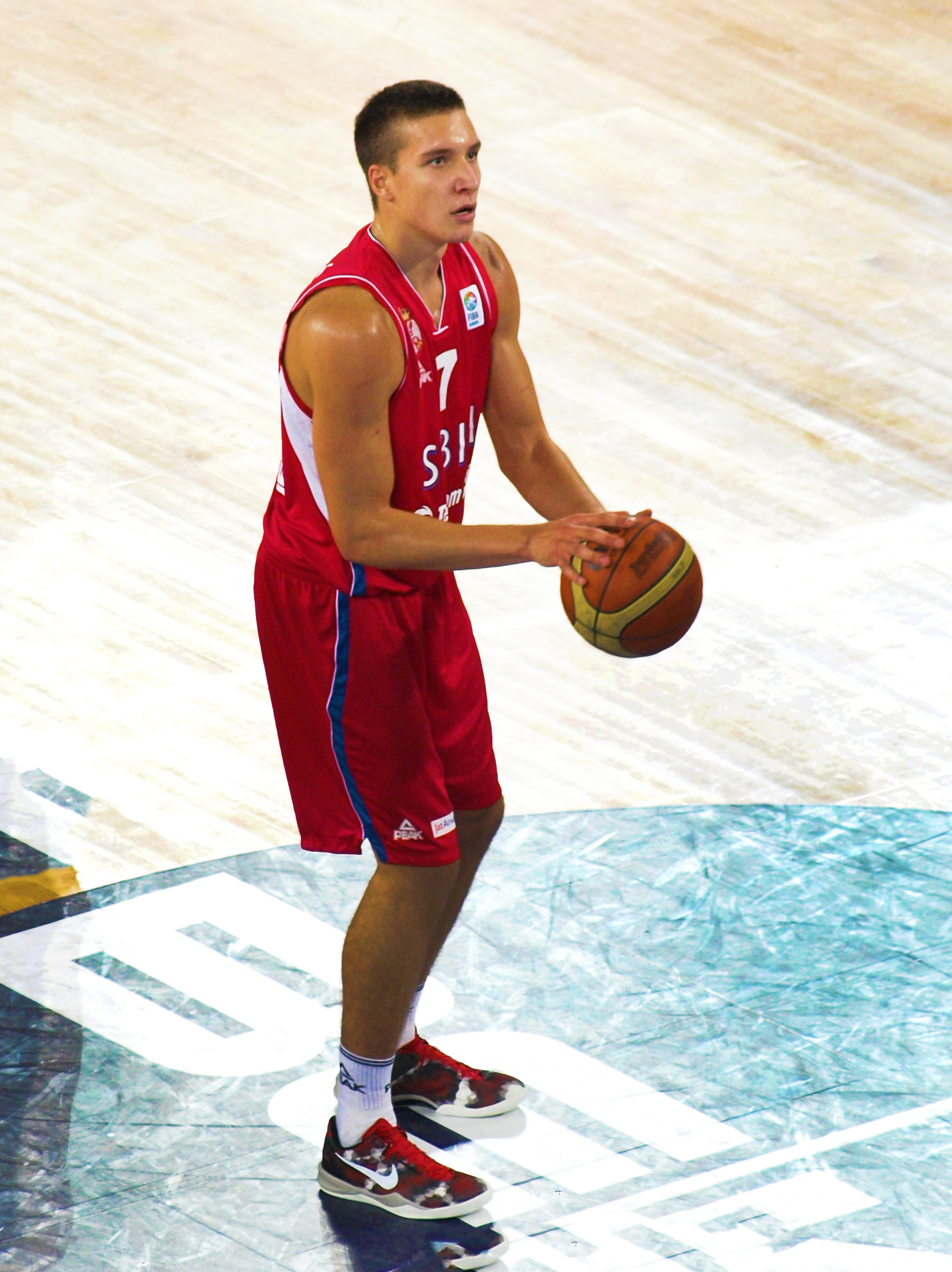
Bogdan Bogdanović

Absences notables : Nemanja Dangubić, Ognjen Kuzmić, Vladimir Lučić, Vasilije Micić, Nemanja Nedović et Vladimir  Micov ;
Joueurs non retenus : Dejan Kravić, Luka Mitrović, Novica Veličković ;

## Groupe B

### Argentine
La sélection est composée de :
| Numéro | Joueur               | Poste | Naissance        | Taille | Club 2013-2014                   |
| ------ | -------------------- | ----- | ---------------- | ------ | -------------------------------- |
| 4      | Luis Scola           | PF    | 30 avril 1980    | 2,06 m | Pacers de l'Indiana              |
| 5      | Tayavek Gallizzi     | C     | 8 février 1993   | 2,05 m | Quilmes de Mar del Plata (en)    |
| 6      | Marcos Mata          | F     | 1er août 1986    | 2,01 m | Franca                           |
| 7      | Facundo Campazzo     | G     | 23 mars 1991     | 1,81 m | Peñarol Mar del Plata            |
| 8      | Pablo Prigioni       | G     | 17 mai 1977      | 1,90 m | Knicks de New York               |
| 9      | Nicolás Laprovíttola | PG    | 31 janvier 1990  | 1,85 m | CR Flamengo                      |
| 10     | Leonardo Gutiérrez   | PF    | 16 mai 1978      | 2,00 m | Peñarol Mar del Plata            |
| 11     | Marcos Delía         | C     | 8 avril 1992     | 2,09 m | Obras Sanitarias de Buenos Aires |
| 12     | Walter Herrmann      | SF    | 26 juin 1979     | 2,06 m | CR Flamengo                      |
| 13     | Andrés Nocioni       | F     | 30 novembre 1979 | 2,01 m | Laboral Kutxa Vitoria            |
| 14     | Matías Bortolín      | PF    | 11 avril 1993    | 2,07 m | AD Atenas de Córdoba             |
| 15     | Selem Safar          | SG    | 6 mai 1987       | 1,90 m | Obras Sanitarias de Buenos Aires |

Sélectionneur :  Julio Lamas
Assistants :  Nicolas Casalánguida,  Gonzalo García

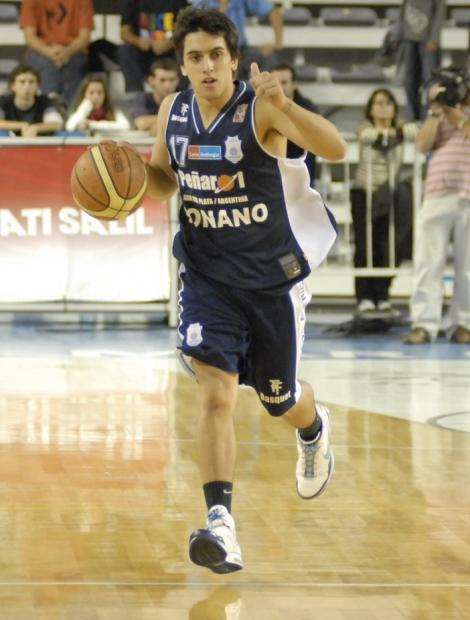
Facundo Campazzo

Absences notables : Manu Ginóbili (Spurs de San Antonio), Juan Pedro Gutiérrez (CB Canarias) et Carlos Delfino (Bucks de Milwaukee) ;
Joueurs non retenus : Franco Nahuel  Giorgetti (en) (Peñarol Mar del Plata), Nicolás  Richotti (en) (CB Canarias) ;

### Croatie
La sélection est composée de :
| Numéro | Joueur           | Poste | Naissance         | Taille | Club 2013-2014             |
| ------ | ---------------- | ----- | ----------------- | ------ | -------------------------- |
| 4      | Ante Tomić       | C     | 17 février 1987   | 2,17 m | FC Barcelone               |
| 5      | Lukša Andrić     | C     | 29 janvier 1985   | 2,10 m | BC Astana                  |
| 6      | Oliver Lafayette | SG    | 6 mai 1984        | 1,88 m | Valencia BC                |
| 7      | Bojan Bogdanović | SG    | 18 avril 1989     | 2,00 m | Fenerbahçe Ülker           |
| 8      | Dario Šarić      | PF    | 8 avril 1994      | 2,08 m | Cibona Zagreb              |
| 9      | Damjan Rudež     | F     | 17 juin 1986      | 2,08 m | CAI Zaragoza               |
| 10     | Roko Ukić        | PG    | 5 décembre 1984   | 1,83 m | Panathinaïkos Athènes      |
| 11     | Krunoslav Simon  | SG    | 24 juin 1985      | 1,96 m | Lokomotiv Kouban-Krasnodar |
| 12     | Damir Markota    | C     | 26 décembre 1985  | 2,09 m | Bilbao Basket              |
| 13     | Mario Hezonja    | F     | 25 février 1995   | 2,02 m | FC Barcelone               |
| 14     | Luka Žorić       | C     | 5 novembre 1984   | 2,11 m | Fenerbahçe Ülker           |
| 15     | Luka Babić       | SF    | 29 septembre 1991 | 2,00 m | KK Cedevita Zagreb         |

Sélectionneur :  Jasmin Repeša
Assistants :  Slaven Rimac,  Žan Tabak

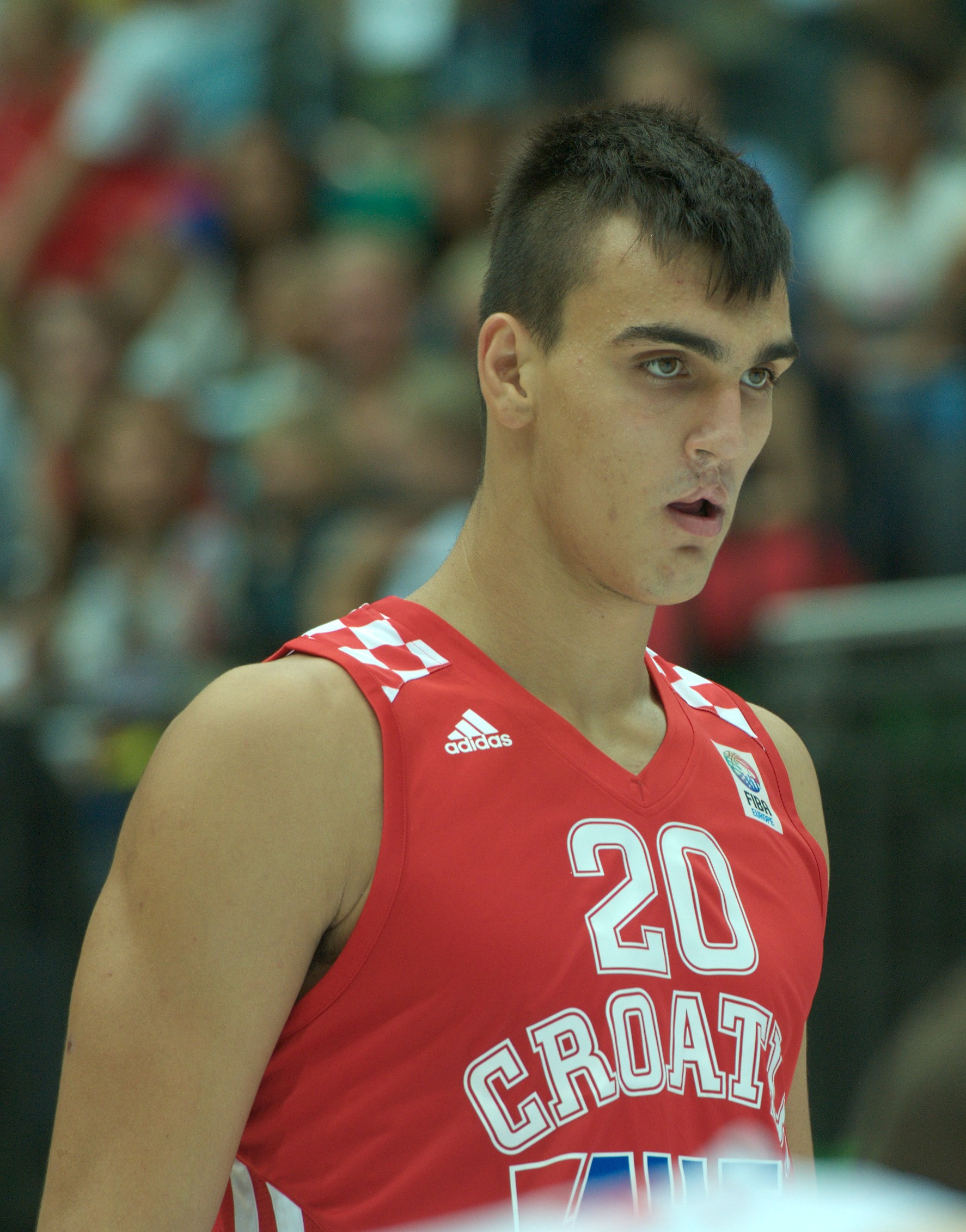
Dario Šarić

Joueurs non retenus : Dontaye Draper, Rok Stipčević, Ante Delaš, Fran  Pilepić (en), Ivan  Ramljak, Mario Delaš, Tomislav Zubčić, Leon Radošević, Miro  Bilan, Darko  Planinić, Stanko Barać et Marko  Ramljak (en) ;

### Grèce
La sélection est composée de :
| Numéro | Joueur               | Poste | Naissance        | Taille | Club 2013-2014         |
| ------ | -------------------- | ----- | ---------------- | ------ | ---------------------- |
| 4      | Vangélis Mántzaris   | PG    | 16 avril 1990    | 1,96 m | Olympiakós Le Pirée    |
| 5      | Ioánnis Bouroúsis    | C     | 17 novembre 1983 | 2,15 m | Real Madrid            |
| 6      | Níkos Zísis          | SG    | 16 août 1983     | 1,95 m | UNICS Kazan            |
| 7      | Kóstas Vasiliádis    | G     | 15 mars 1984     | 2,00 m | Anadolu Efes SK        |
| 8      | Nick Calathes        | PG    | 7 février 1989   | 1,98 m | Grizzlies de Memphis   |
| 9      | Andréas Glyniadákis  | C     | 26 août 1981     | 2,14 m | Lietuvos rytas Vilnius |
| 10     | Kóstas Papanikoláou  | SF    | 31 juillet 1990  | 2,03 m | FC Barcelone           |
| 11     | Konstantínos Sloúkas | PG    | 15 janvier 1990  | 1,92 m | Olympiakós Le Pirée    |
| 12     | Kóstas Kaïmakóglou   | PF    | 15 mars 1983     | 2,05 m | UNICS Kazan            |
| 13     | Yánnis Antetokoúnmpo | SF    | 6 décembre 1994  | 2,11 m | Bucks de Milwaukee     |
| 14     | Ían Vouyoúkas        | C     | 31 mai 1985      | 2,13 m | UNICS Kazan            |
| 15     | Yórgos Príntezis     | PF    | 22 février 1985  | 2,06 m | Olympiakós Le Pirée    |

Sélectionneur :  Fótis Katsikáris
Assistants :  Dimitris Priftis,  Thanasis Skourtopoulos

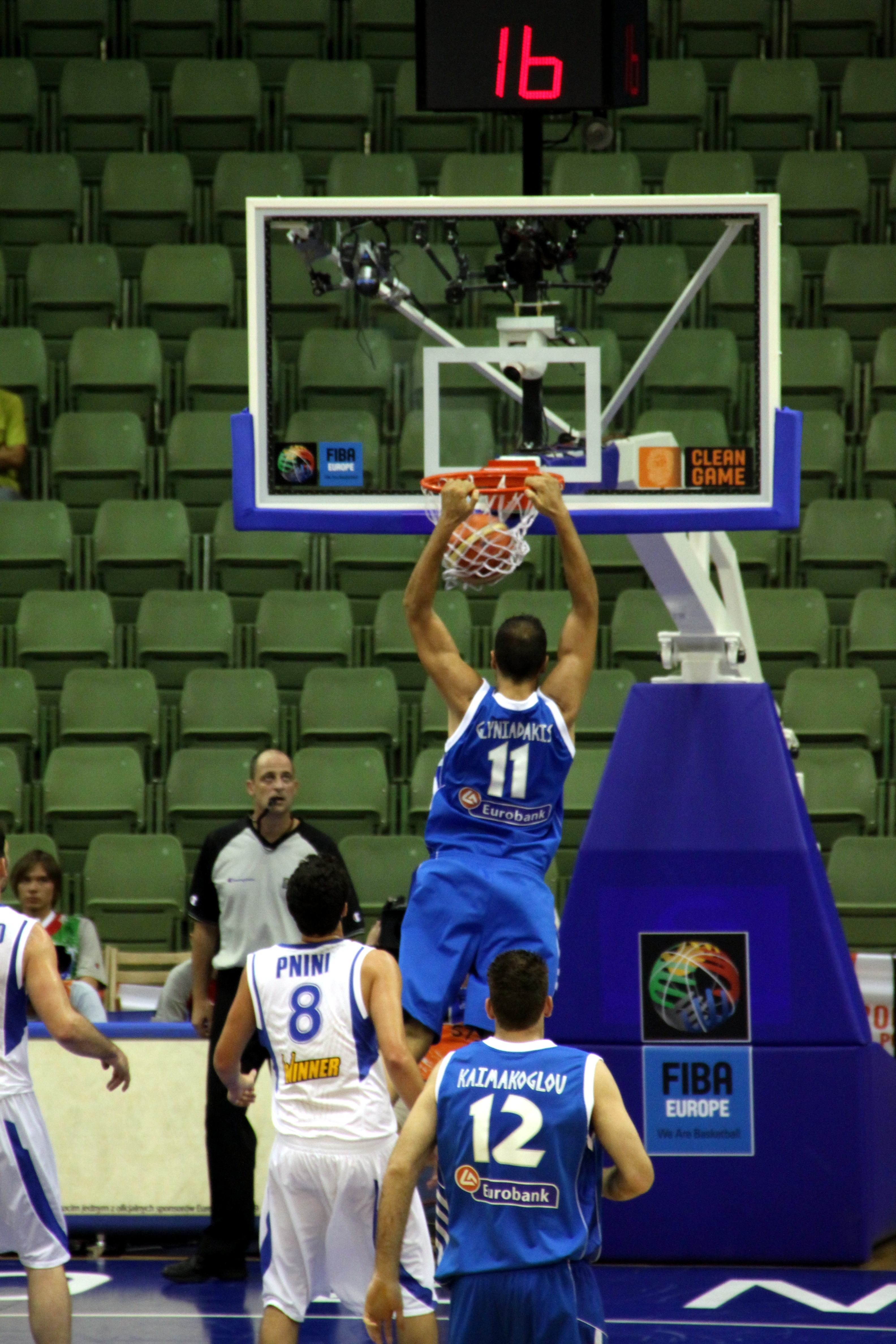
Andréas Glyniadákis

Absence notable : Kosta Koufos (Grizzlies de Memphis) ; Vassilis Spanoulis (Olympiakos)
Joueurs non retenus : Nikos Pappas, Michael Bramos, Vassilis Kavvadas, Giannis  Athinaiou (en), Vladímiros Yiánkovits, Geórgios Bógris et Michalis  Tsairelis (en) ;

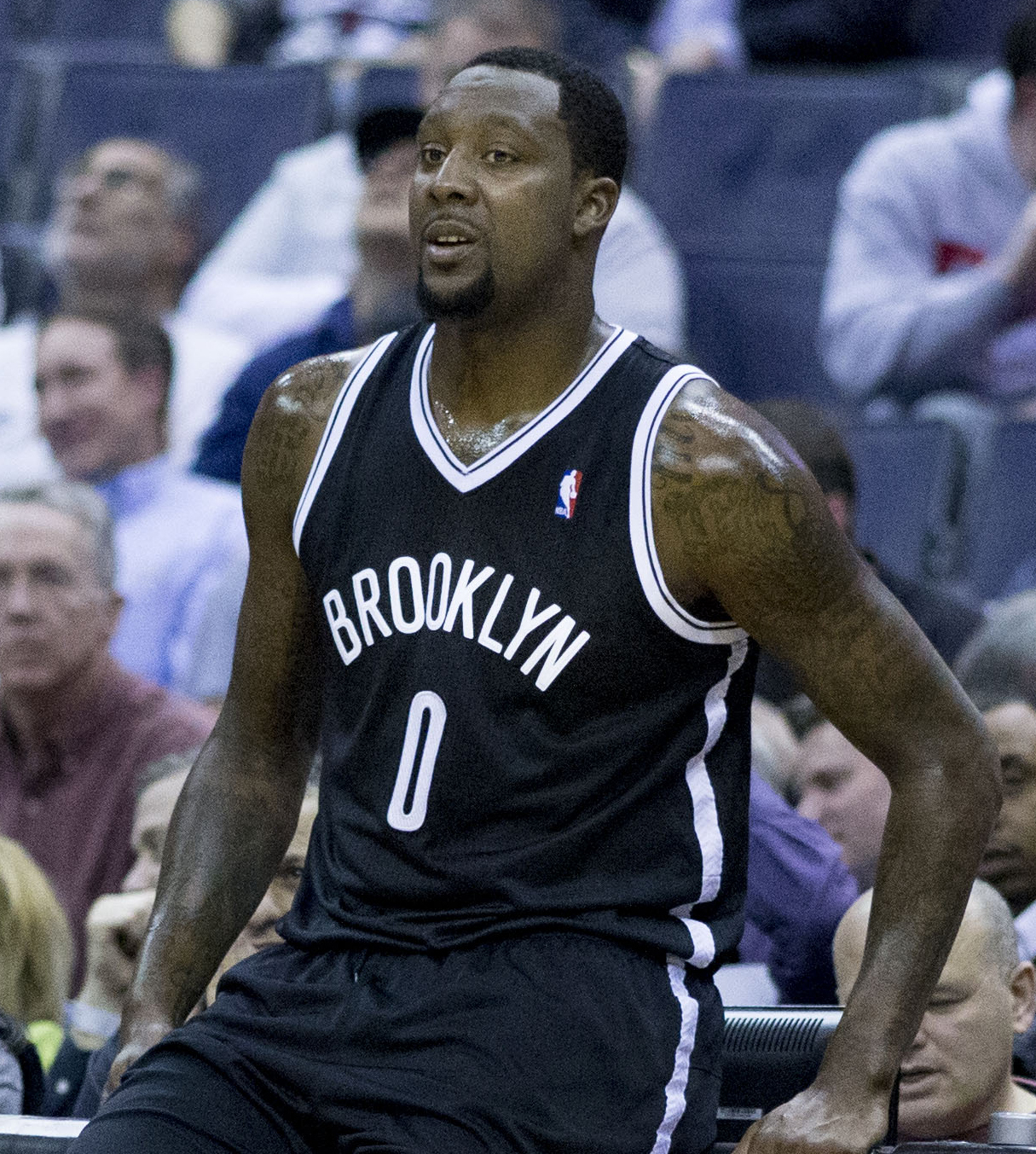
Andray Blatche

### Philippines
La sélection est composée de :
| Numéro | Joueur            | Poste | Naissance        | Taille | Club 2013-2014                |
| ------ | ----------------- | ----- | ---------------- | ------ | ----------------------------- |
| 4      | Jimmy Alapag      | PG    | 30 décembre 1977 | 1,77 m | Talk 'N Text Tropang Texters  |
| 5      | Lewis Tenorio     | PG    | 9 juillet 1984   | 1,70 m | Barangay Ginebra Kings        |
| 6      | Jeffrei Chan      | SG    | 11 février 1983  | 1,87 m | Rain or Shine Elasto Painters |
| 7      | Jayson Williams   | PG    | 30 juin 1986     | 1,77 m | Talk 'N Text Tropang Texters  |
| 8      | Gary David        | SG    | 13 juillet 1978  | 1,85 m | Meralco Bolts                 |
| 9      | Ranidel De Ocampo | PF    | 8 décembre 1981  | 1,98 m | Talk 'N Text Tropang Texters  |
| 10     | Gabe Norwood      | SF    | 9 février 1985   | 1,98 m | Rain or Shine Elasto Painters |
| 11     | Andray Blatche    | C     | 22 août 1986     | 2,10 m | Nets de Brooklyn              |
| 12     | June Mar Fajardo  | C     | 17 novembre 1989 | 2,08 m | San Miguel Beermen            |
| 13     | Paul Lee          | SG    | 14 février 1989  | 1,82 m | Rain or Shine Elasto Painters |
| 14     | Japeth Aguilar    | PF    | 25 janvier 1987  | 2,05 m | Barangay Ginebra Kings        |
| 15     | Marc Pingris      | PF    | 16 octobre 1981  | 1,98 m | San Mig Super Coffee Mixers   |

Sélectionneur : Chot Reyes
Assistants : Jong Uichico, Norman Black, Ryan Gregorio, Nash Racela, Josh Reyes
Joueurs non retenus : Marcio Lassiter, Jared Dillinger, Greg Slaughter, Larry Fonacier et Marcus Douthit ;

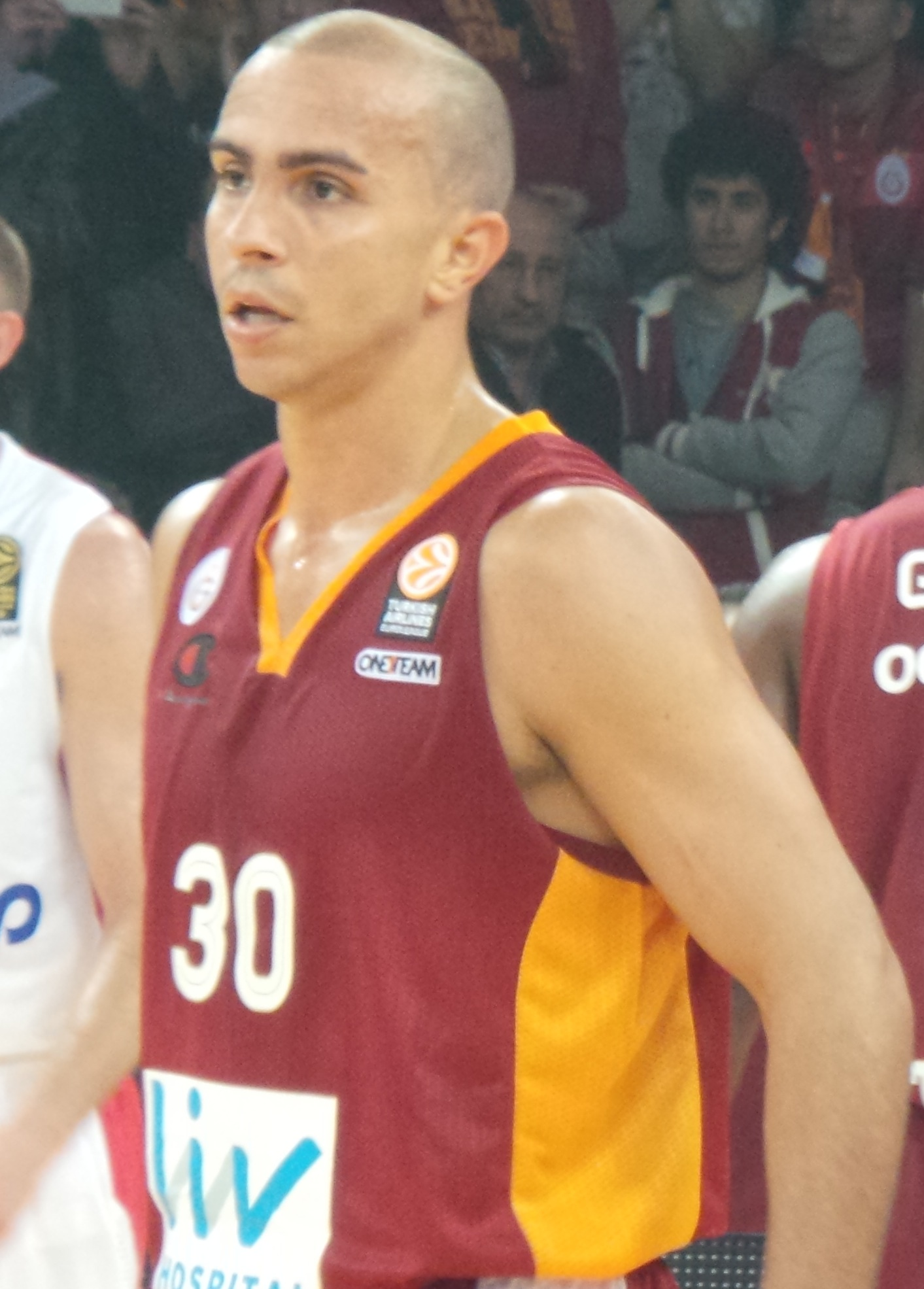
Carlos Arroyo

### Porto Rico
La sélection est composée de :
| Numéro | Joueur                | Poste | Naissance        | Taille | Club 2013-2014            |
| ------ | --------------------- | ----- | ---------------- | ------ | ------------------------- |
| 4      | Ramon Clemente        | PF    | 11 décembre 1985 | 1,98 m | Indios de Mayagüez        |
| 5      | José Juan Barea       | PG    | 26 juin 1984     | 1,80 m | Timberwolves du Minnesota |
| 6      | Alex Franklin         | SF    | 11 juillet 1988  | 1,98 m | Indios de Mayagüez        |
| 7      | Carlos Arroyo         | PG    | 30 juillet 1979  | 1,88 m | Galatasaray               |
| 8      | Ángel Daniel Vassallo | SF    | 2 avril 1986     | 1,98 m | Leones de Ponce           |
| 9      | Carlos Rivera         | G     | 5 février 1983   | 1,88 m | Leones de Ponce           |
| 10     | Jorge Brian Díaz      | C     | 13 novembre 1989 | 2,11 m | Piratas de Quebradillas   |
| 11     | Ricky Sánchez         | PF    | 6 juillet 1987   | 2,11 m | Cangrejeros de Santurce   |
| 12     | David Huertas         | G     | 2 juin 1987      | 1,95 m | Piratas de Quebradillas   |
| 13     | Renaldo Balkman       | F     | 14 juillet 1984  | 2,00 m | Capitanes de Arecibo      |
| 14     | Alexander Galindo     | PF    | 6 mai 1985       | 2,00 m | Cangrejeros de Santurce   |
| 15     | Daniel Santiago       | C     | 24 juin 1976     | 2,13 m | Cangrejeros de Santurce   |

Sélectionneur : Paco Olmos
Assistants : Carlos Morales, Carlos Calcano.
Absences notables : Alejandro Carmona, John Holland, Carlos López, Matt López, Mike Rosario et Luis Villafañe.
Joueurs non retenus : Filiberto Rivera, Javier Mojica, et Devon Collier ;

### Sénégal
La sélection est composée de :
| Numéro | Joueur          | Poste | Naissance         | Taille | Club 2013-2014            |
| ------ | --------------- | ----- | ----------------- | ------ | ------------------------- |
| 4      | Thierno Niang   | G     | 8 mars 1990       | 1,85 m | Badgers du Wisconsin      |
| 5      | Xane d'Almeida  | PG    | 21 janvier 1983   | 1,83 m | Tarbes-Lourdes PB         |
| 6      | Ibrahima Thomas | PF    | 7 février 1987    | 2,11 m | Mahram Téhéran            |
| 7      | Mamadou N'Doye  | PG    | 6 octobre 1979    | 1,91 m | Université Gaston-Berger  |
| 8      | Mohamed Diop    | SF    | 14 mai 1981       | 1,98 m | Université Gaston-Berger  |
| 9      | Maleye N'Doye   | SF    | 19 août 1980      | 2,03 m | Paris-Levallois Basket    |
| 10     | Djibril Thiam   | F     | 6 juillet 1986    | 2,06 m | Toyama Grouses            |
| 11     | Mouhammad Faye  | PF    | 14 septembre 1985 | 2,06 m | Panelefsiniakos BC        |
| 12     | Maurice Ndour   | F     | 18 juin 1992      | 2,06 m | Bobcats de l'Ohio         |
| 13     | Hamady N'Diaye  | C     | 12 janvier 1987   | 2,13 m | 87ers du Delaware         |
| 14     | Gorgui Dieng    | C     | 18 janvier 1990   | 2,11 m | Timberwolves du Minnesota |
| 15     | Pape Badji      | PF    | 4 avril 1992      | 2,06 m | Union Neuchâtel           |

Sélectionneur : Cheikh Sarr
Assistants : Raoul Toupane

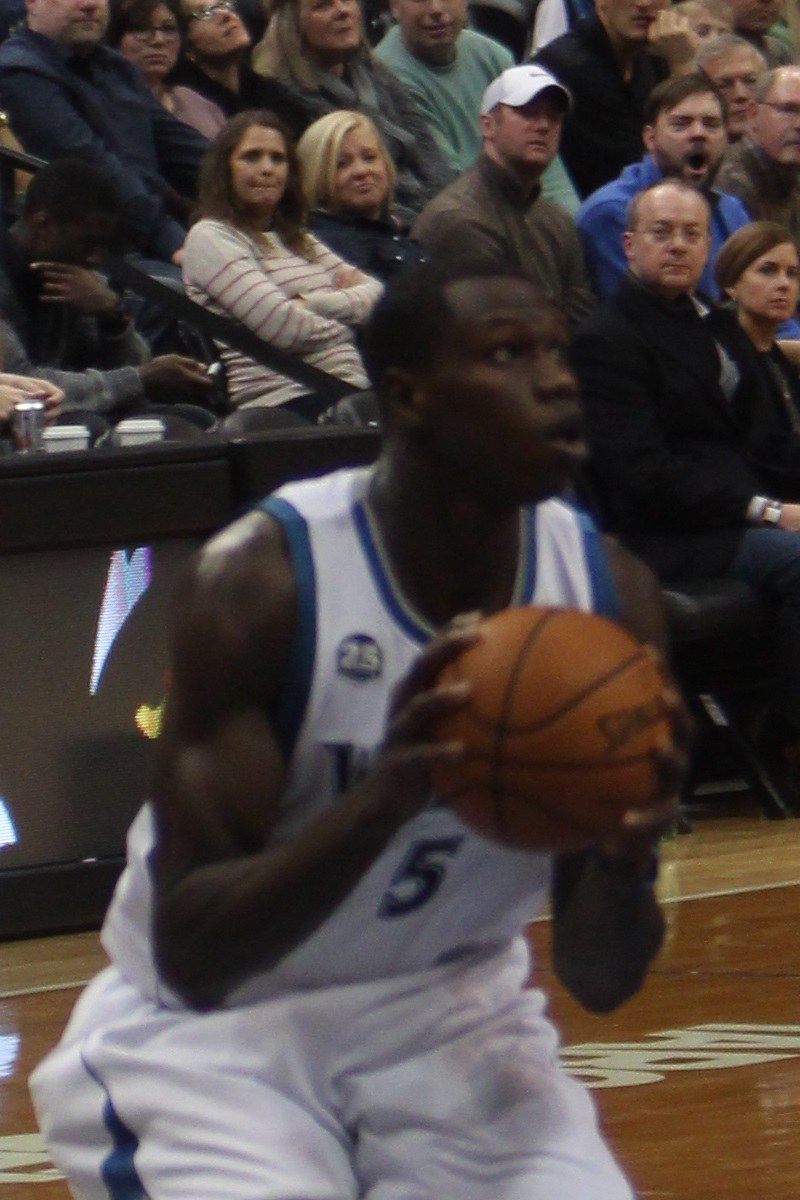
Gorgui Dieng

Joueurs non retenus : Pape Diatta, Babacar Toure, Ibrahima Diop, Ibrahima Niang, Adama Lo, Louis Adams, Pape Malick Gadiaga, Malick Ndiaye, Ibrahima Mbengue, Saer Sene, Muhammad Diop ;

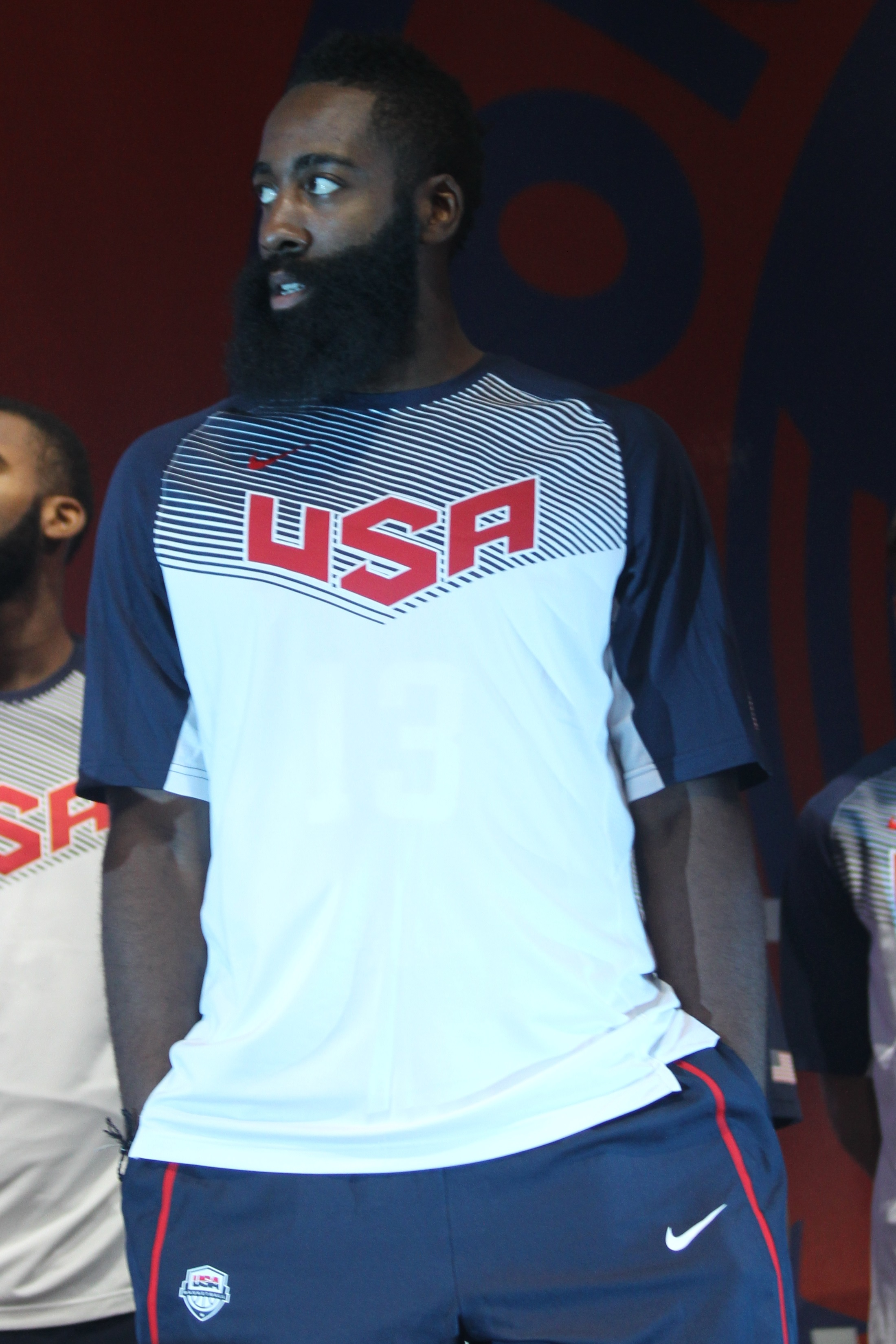
James Harden

## Groupe C

### États-Unis
La sélection est composée de :
| Numéro | Joueur           | Poste | Naissance        | Taille | Club 2013-2014                  |
| ------ | ---------------- | ----- | ---------------- | ------ | ------------------------------- |
| 4      | Stephen Curry    | SG    | 14 mars 1988     | 1,90 m | Warriors de Golden State        |
| 5      | Klay Thompson    | SG    | 8 février 1990   | 2,00 m | Warriors de Golden State        |
| 6      | Derrick Rose     | PG    | 4 octobre 1988   | 1,90 m | Bulls de Chicago                |
| 7      | Kenneth Faried   | PF    | 19 novembre 1989 | 2,03 m | Nuggets de Denver               |
| 8      | Rudy Gay         | PF    | 17 août 1986     | 2,03 m | Kings de Sacramento             |
| 9      | DeMar DeRozan    | SF    | 7 août 1989      | 2,01 m | Raptors de Toronto              |
| 10     | Kyrie Irving     | PG    | 23 mars 1992     | 1,90 m | Cavaliers de Cleveland          |
| 11     | Mason Plumlee    | PF    | 5 mars 1990      | 2,11 m | Nets de Brooklyn                |
| 12     | DeMarcus Cousins | C     | 13 août 1990     | 2,10 m | Kings de Sacramento             |
| 13     | James Harden     | SF    | 26 août 1989     | 1,95 m | Rockets de Houston              |
| 14     | Anthony Davis    | C     | 11 mars 1993     | 2,08 m | Pelicans de La Nouvelle-Orléans |
| 15     | Andre Drummond   | C     | 10 août 1993     | 2,08 m | Pistons de Détroit              |

Sélectionneur : Mike Krzyzewski
Assistants : Jim Boeheim, Tom Thibodeau, Monty Williams
Absences notables : Kobe Bryant (Lakers de Los Angeles), LeBron James (Cavaliers de Cleveland), Carmelo Anthony (Knicks de New York), Deron Williams (Nets de Brooklyn), Kevin Love (Cavaliers de Cleveland), Chris Paul (Clippers de Los Angeles), Blake Griffin (Clippers de Los Angeles), Dwight Howard (Rockets de Houston), LaMarcus Aldridge (Trail Blazers de Portland), Russell Westbrook (Thunder d'Oklahoma City), Kawhi Leonard (Spurs de San Antonio), Paul George (Pacers de l'Indiana) et Kevin Durant (Thunder d'Oklahoma City) ;
Joueurs non retenus : John Wall, Bradley Beal, Paul Millsap, Gordon Hayward, Kyle Korver, Damian Lillard et Chandler Parsons.

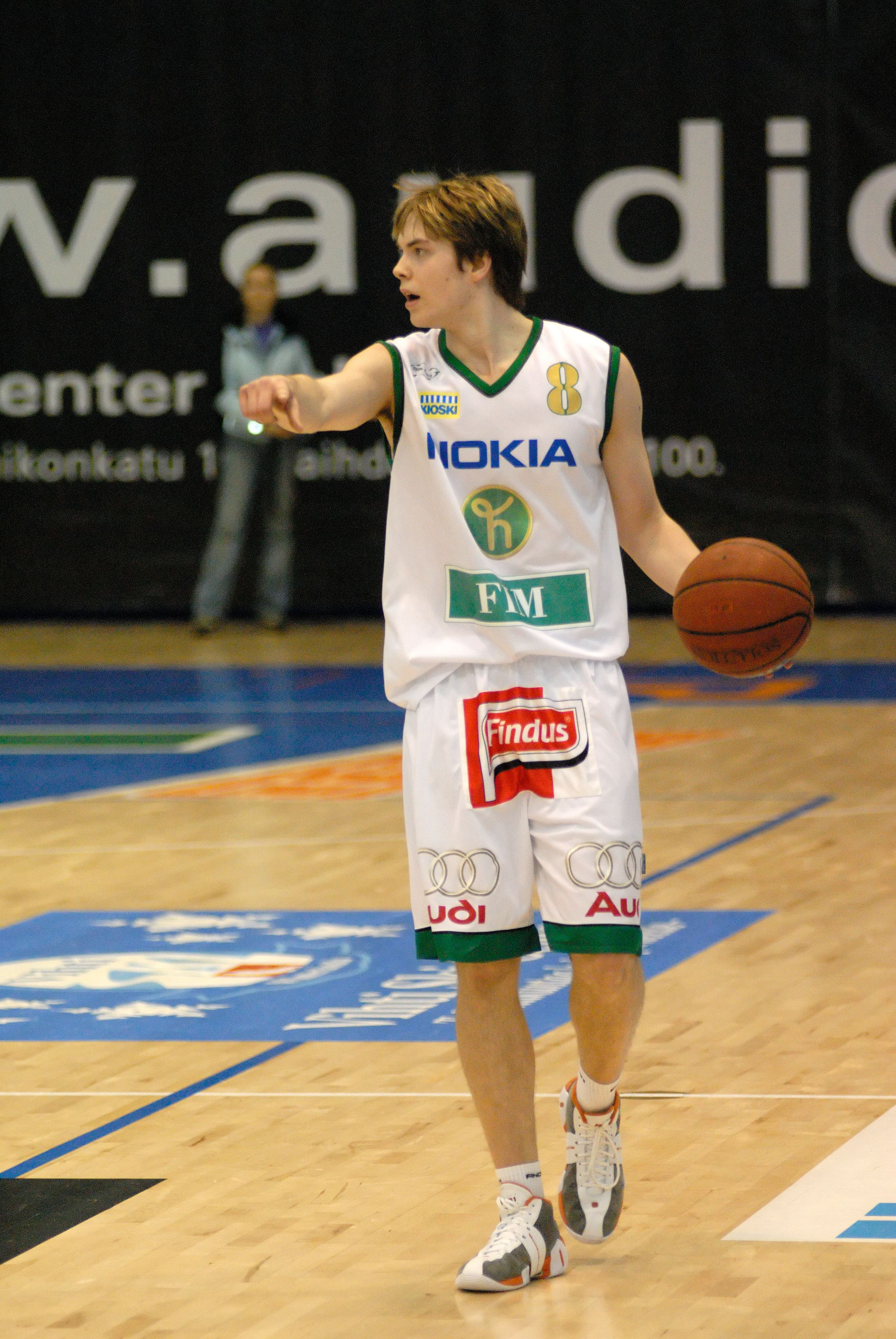
Petteri Koponen

### Finlande
La sélection est composée de :
| Numéro | Joueur          | Poste | Naissance        | Taille | Club 2013-2014            |
| ------ | --------------- | ----- | ---------------- | ------ | ------------------------- |
| 4      | Mikko Koivisto  | SG    | 18 avril 1987    | 1,94 m | Royal Halı Gaziantep      |
| 5      | Erik Murphy     | PF    | 26 octobre 1990  | 2,08 m | Cavaliers de Cleveland    |
| 6      | Kimmo Muurinen  | F     | 23 février 1981  | 2,02 m | Torpan Pojat Helsinki     |
| 7      | Shawn Huff      | SF    | 5 mai 1984       | 1,98 m | Neckar Riesen Ludwigsburg |
| 8      | Gerald Lee      | C     | 23 novembre 1987 | 2,08 m | CSU Asesoft Ploiesti      |
| 9      | Sasu Salin      | SG    | 11 juin 1991     | 1,91 m | Union Olimpija            |
| 10     | Tuukka Kotti    | C     | 18 mars 1981     | 2,05 m | Konkarit Loimaa Bisons    |
| 11     | Petteri Koponen | PG    | 13 avril 1988    | 1,94 m | BC Khimki Moscou          |
| 12     | Matti Nuutinen  | F     | 6 mai 1990       | 2,00 m | Konkarit Loimaa Bisons    |
| 13     | Hanno Möttölä   | PF    | 9 septembre 1976 | 2,09 m | Torpan Pojat Helsinki     |
| 14     | Antero Lehto    | G     | 2 avril 1984     | 1,85 m | Tampereen Pyrintö         |
| 15     | Teemu Rannikko  | PG    | 9 septembre 1980 | 1,89 m | Joensuun Kataja           |

Sélectionneur : Henrik Dettmann
Assistants : Pekka Salminen, Jukka Toijala
Joueurs non retenus : Antti Nikkilä, Samuel Haanpää, Roope Ahonen ;

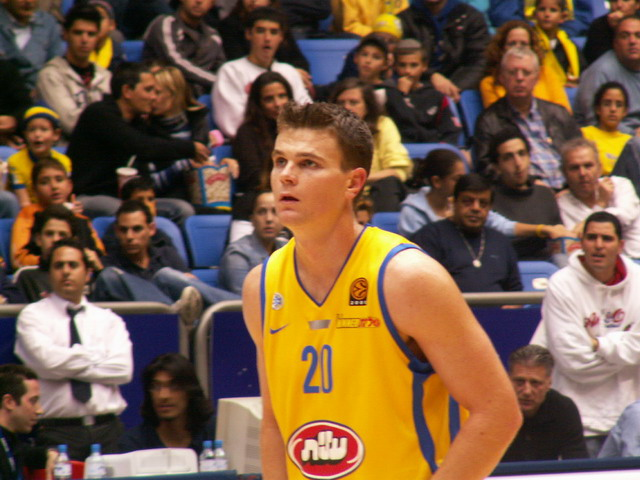
Kirk Penney

### Nouvelle-Zélande
La sélection est composée de :
| Numéro | Joueur             | Poste | Naissance         | Taille | Club 2013-2014               |
| ------ | ------------------ | ----- | ----------------- | ------ | ---------------------------- |
| 4      | Lindsay Tait       | G     | 8 janvier 1982    | 1,90 m | Pacific Jewellers Saints     |
| 5      | Everard Bartlett   | G     | 6 février 1986    | 1,91 m | IMS Payroll Hawks            |
| 6      | Kirk Penney        | G     | 23 novembre 1980  | 1,96 m | Trabzonspor                  |
| 7      | Mika Vukona        | F     | 13 mai 1982       | 1,86 m | New Zealand Breakers         |
| 8      | Jarrod Kenny       | G     | 17 septembre 1985 | 1,86 m | IMS Payroll Hawks            |
| 9      | Corey Webster      | G     | 29 novembre 1988  | 1,85 m | New Zealand Breakers         |
| 10     | Thomas Abercrombie | F     | 5 juillet 1987    | 1,98 m | ASVEL Lyon-Villeurbanne      |
| 11     | B. J. Anthony      | F     | 20 juillet 1988   | 1,98 m | Pacific Jewellers Saints     |
| 12     | Isaac Fotu         | F     | 18 décembre 1993  | 2,03 m | Rainbow Warriors d'Hawaii    |
| 13     | Casey Frank        | F     | 23 octobre 1977   | 2,03 m | Advice First Waikato Pistons |
| 14     | Robert Loe         | F     | 5 juillet 1991    | 2,10 m | Billikens de Saint-Louis     |
| 15     | Tai Webster        | G     | 29 mai 1995       | 1,93 m | Cornhuskers du Nebraska      |

Sélectionneur : Nenad Vučinić
Assistants : Pero Cameron, Paul Henare
Joueurs non retenus : Duane Bailey, Josh Bloxham, Finn Delany, Justin Edwards, Nick Horvath, Dyson King, Izayah Mauriohooho Le’afa, Jordan Ngatai, Alex Pledger, Jack Salt, Tohi Smith-Milner, Tai Wynyard ;

### République dominicaine
La sélection est composée de :
| Numéro | Joueur                | Poste | Naissance        | Taille | Club 2013-2014                   |
| ------ | --------------------- | ----- | ---------------- | ------ | -------------------------------- |
| 4      | Édgar Sosa            | PG    | 15 janvier 1988  | 1,85 m | Banco di Sardegna Dinamo Sassari |
| 5      | Manuel Fortuna        | SG    | 23 mars 1985     | 1,88 m | Leones de Santo Domingo          |
| 6      | Juan Coronado         | PG    | 25 août 1983     | 1,85 m | Reales de La Vega                |
| 7      | Victor Liz            | SG    | 12 mai 1986      | 1,83 m | Metros de Santiago               |
| 8      | Edward Santana        | PF    | 20 avril 1980    | 2,03 m | Cañeros de La Romana             |
| 9      | Francisco García      | SF    | 31 décembre 1980 | 2,00 m | Rockets de Houston               |
| 10     | James Feldeine        | SG    | 26 juin 1988     | 1,93 m | Pallacanestro Cantù              |
| 11     | Eloy Vargas           | C     | 30 décembre 1988 | 2,11 m | Metros de Santiago               |
| 12     | Orlando Sánchez       | F     | 26 mai 1988      | 2,06 m | Red Storm de Saint John          |
| 13     | Eulis Báez            | F     | 18 mars 1982     | 1,98 m | CB Herbalife Gran Canaria        |
| 14     | Ronald Ramón          | PG    | 14 janvier 1986  | 1,83 m | Winner Limeira (en)              |
| 15     | Jack Michael Martínez | PF    | 12 octobre 1981  | 2,03 m | Trotamundos de Carabobo          |

Sélectionneur :  Orlando  Antigua
Assistants :  William  Bayno (en),  Ron Sánchez

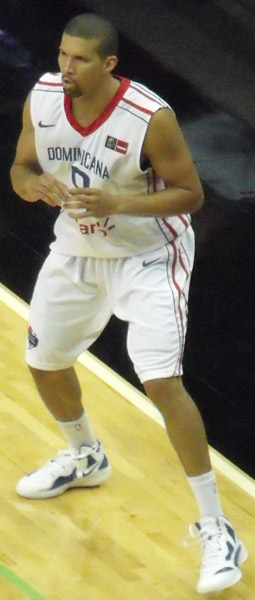
Francisco García

Joueurs non retenus : Gerardo Suero, Luis David Montero ;

### Turquie
La sélection est composée de :
| Numéro | Joueur         | Poste | Naissance        | Taille | Club 2013-2014           |
| ------ | -------------- | ----- | ---------------- | ------ | ------------------------ |
| 4      | Cedi Osman     | SF    | 8 avril 1995     | 2,00 m | Anadolu Efes SK          |
| 5      | Sinan Güler    | SG    | 8 novembre 1983  | 1,92 m | Galatasaray Liv Hospital |
| 6      | Barış Ermiş    | PG    | 3 janvier 1985   | 1,94 m | Royal Halı Gaziantep     |
| 7      | Cenk Akyol     | SF    | 16 avril 1987    | 1,98 m | Galatasaray Liv Hospital |
| 8      | Barış Hersek   | PF    | 26 mars 1988     | 2,08 m | Pınar Karşıyaka          |
| 9      | Emir Preldžič  | SG    | 6 septembre 1987 | 2,05 m | Fenerbahçe Ülker         |
| 10     | Kerem Tunçeri  | PG    | 14 avril 1979    | 1,88 m | Türk Telekom             |
| 11     | Oğuz Savaş     | C     | 13 avril 1988    | 2,11 m | Fenerbahçe Ülker         |
| 12     | Kerem Gönlüm   | PF    | 22 novembre 1977 | 2,09 m | Anadolu Efes SK          |
| 13     | Ender Arslan   | PG    | 13 janvier 1983  | 1,85 m | Galatasaray Liv Hospital |
| 14     | Ömer Aşık      | C     | 4 juillet 1986   | 2,13 m | Rockets de Houston       |
| 15     | Furkan Aldemir | C     | 9 août 1991      | 2,07 m | Galatasaray Liv Hospital |

Sélectionneur :  Ergin Ataman
Assistants :  Ufuk Sarica (en),  Fikret Yakup Sekizkok

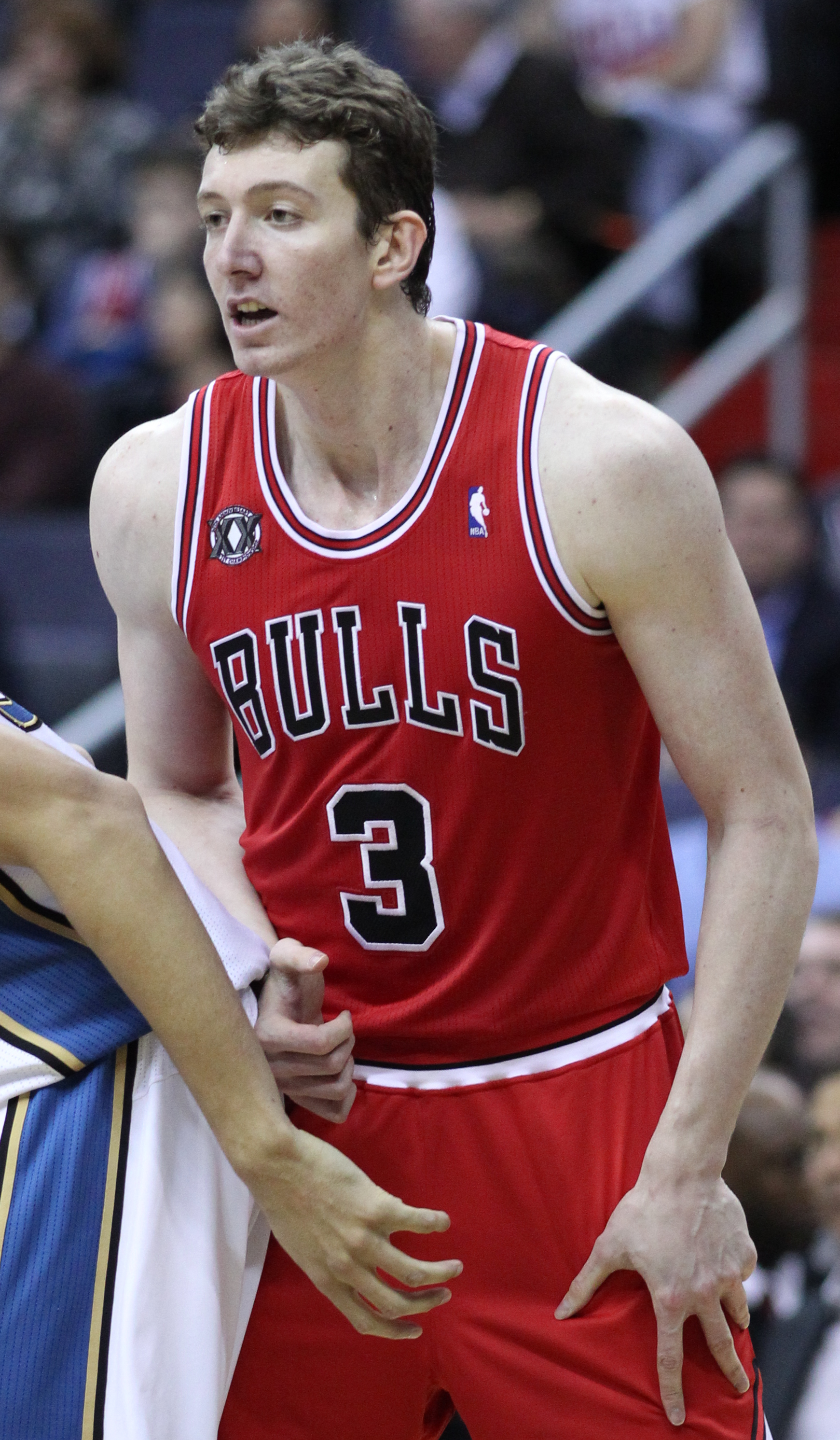
Ömer Aşık.

Absence notable : Enes Kanter (Jazz de l'Utah).
Joueurs non retenus : Birkan Batuk, Doğuş Balbay, Mehmet Yağmur, Melih Mahmutoğlu, Berkay Candan, Serhat Çetin, Evren Büker, Samet Geyik ;

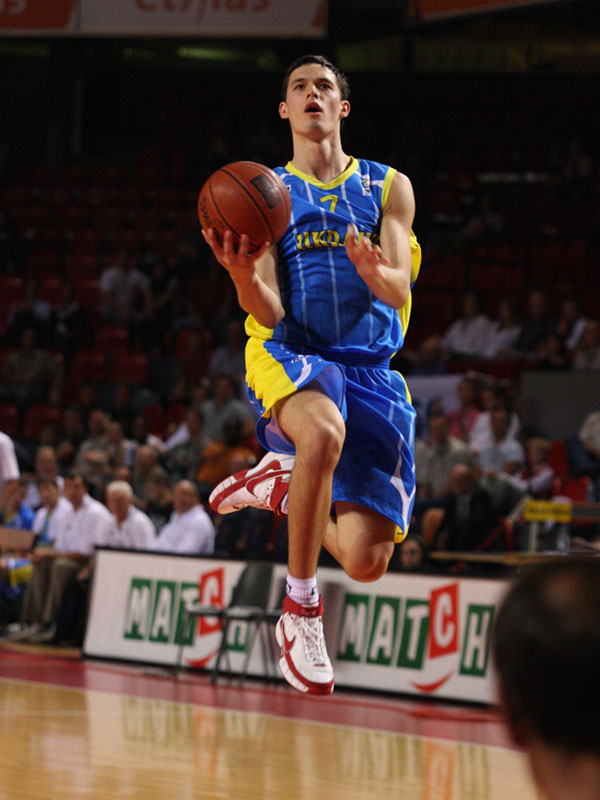
Serhiy Hladyr.

### Ukraine
La sélection est composée de :
| Numéro | Joueur                 | Poste | Naissance        | Taille | Club 2013-2014           |
| ------ | ---------------------- | ----- | ---------------- | ------ | ------------------------ |
| 4      | Maksym Pustozvonov     | F     | 16 avril 1987    | 2,00 m | Azovmach Marioupol       |
| 5      | Eugene Jeter           | PG    | 2 décembre 1983  | 1,80 m | Shandong Lions           |
| 6      | Oleksandr Michoula     | PG    | 18 avril 1992    | 1,88 m | BC Dnipro Dnipropetrovsk |
| 7      | Sviatoslav Mykhaïliouk | G     | 10 juin 1997     | 1,99 m | Jayhawks du Kansas       |
| 8      | Serhiy Hladyr          | SG    | 17 octobre 1988  | 1,99 m | JSF Nanterre             |
| 9      | Oleksandr Lypovyy      | G     | 9 octobre 1991   | 1,94 m | Étoile rouge de Belgrade |
| 10     | Kyryl Natyazhko        | C     | 30 novembre 1990 | 2,07 m | Lietuvos Rytas Vilnius   |
| 11     | Dmytro Zabirtchenko    | SG    | 15 juin 1984     | 1,91 m | BK Boudivelnyk Kiev      |
| 12     | Maxym Korniyenko       | PF    | 26 juin 1987     | 2,07 m | Khimik Youjne            |
| 13     | Ihor Zaytsev           | PF    | 11 mai 1989      | 2,10 m | Khimik Youjne            |
| 14     | Artem Pustovyi         | C     | 25 juin 1992     | 2,16 m | Khimik Youjne            |
| 15     | Vyacheslav Kravtsov    | C     | 25 août 1987     | 2,10 m | Suns de Phoenix          |

Sélectionneur :  Mike Fratello
Assistants :  Bob Hill,  Denys Zhuravlov

## Groupe D

### Angola
La sélection est composée de :
| Numéro | Joueur                  | Poste | Naissance        | Taille | Club 2013-2014            |
| ------ | ----------------------- | ----- | ---------------- | ------ | ------------------------- |
| 4      | Olímpio Cipriano        | PG    | 9 avril 1982     | 1,93 m | CRD Libolo                |
| 5      | Armando Costa           | G     | 3 juin 1983      | 1,91 m | CD Primero de Agosto      |
| 6      | Roberto Fortes          | PG    | 9 novembre 1984  | 1,93 m | Atletico Petroleos Luanda |
| 7      | Edson NDoniema (en)     | PG    | 11 février 1991  | 1,93 m | CD Primero de Agosto      |
| 8      | Gildo Santos (en)       | G     | 16 juin 1990     | 1,89 m | CD Primero de Agosto      |
| 9      | Valdélicio Joaquim (en) | C     | 15 avril 1990    | 2,09 m | Atletico Petroleos Luanda |
| 10     | Joaquim Gomes           | PF    | 23 décembre 1980 | 2,02 m | CD Primero de Agosto      |
| 11     | Reggie Moore            | PF    | 31 mars 1981     | 2,00 m | CD Primero de Agosto      |
| 12     | Yanick Moreira          | C     | 31 juillet 1991  | 2,11 m | Mustangs de SMU           |
| 13     | Islando Manuel          | F     | 7 janvier 1991   | 1,95 m | CD Primero de Agosto      |
| 14     | Milton Barros           | G     | 21 juin 1984     | 1,83 m | GD Interclube Luanda      |
| 15     | Eduardo Mingas          | PF    | 29 janvier 1979  | 1,98 m | CRD Libolo                |

Sélectionneur :  Paulo Macedo
Assistants :  Jaime  Covilhã (en),  Julio  Paiva (en)

### Australie
La sélection est composée de :
| Numéro | Joueur              | Poste | Naissance        | Taille | Club 2013-2014            |
| ------ | ------------------- | ----- | ---------------- | ------ | ------------------------- |
| 4      | Chris Goulding      | G     | 24 octobre 1988  | 1,92 m | CAI Zaragoza              |
| 5      | Ryan Broekhoff      | G     | 23 août 1990     | 2,01 m | Beşiktaş JK               |
| 6      | Adam Gibson         | G     | 30 octobre 1986  | 1,90 m | Adelaide 36ers            |
| 7      | Joe Ingles          | G     | 2 octobre 1987   | 2,03 m | Maccabi Tel-Aviv          |
| 8      | Brad Newley         | G     | 18 février 1985  | 1,99 m | CB Herbalife Gran Canaria |
| 9      | Matthew Dellavedova | G     | 8 septembre 1990 | 1,93 m | Cavaliers de Cleveland    |
| 10     | Cameron Bairstow    | F     | 7 décembre 1990  | 2,06 m | Bulls de Chicago          |
| 11     | Dante Exum          | G     | 13 juillet 1995  | 1,96 m | Jazz de l'Utah            |
| 12     | Aron Baynes         | F     | 9 décembre 1986  | 2,08 m | Spurs de San Antonio      |
| 13     | David Andersen      | F     | 23 juin 1980     | 2,13 m | Strasbourg IG             |
| 14     | Brock Motum         | F     | 16 octobre 1990  | 2,08 m | Virtus Bologne            |
| 15     | Nate Jawai          | C     | 10 octobre 1986  | 2,08 m | Galatasaray Liv Hospital  |

Sélectionneur :  Andrej Lemanis
Assistants :  Trevor Gleeson,  Luc Longley

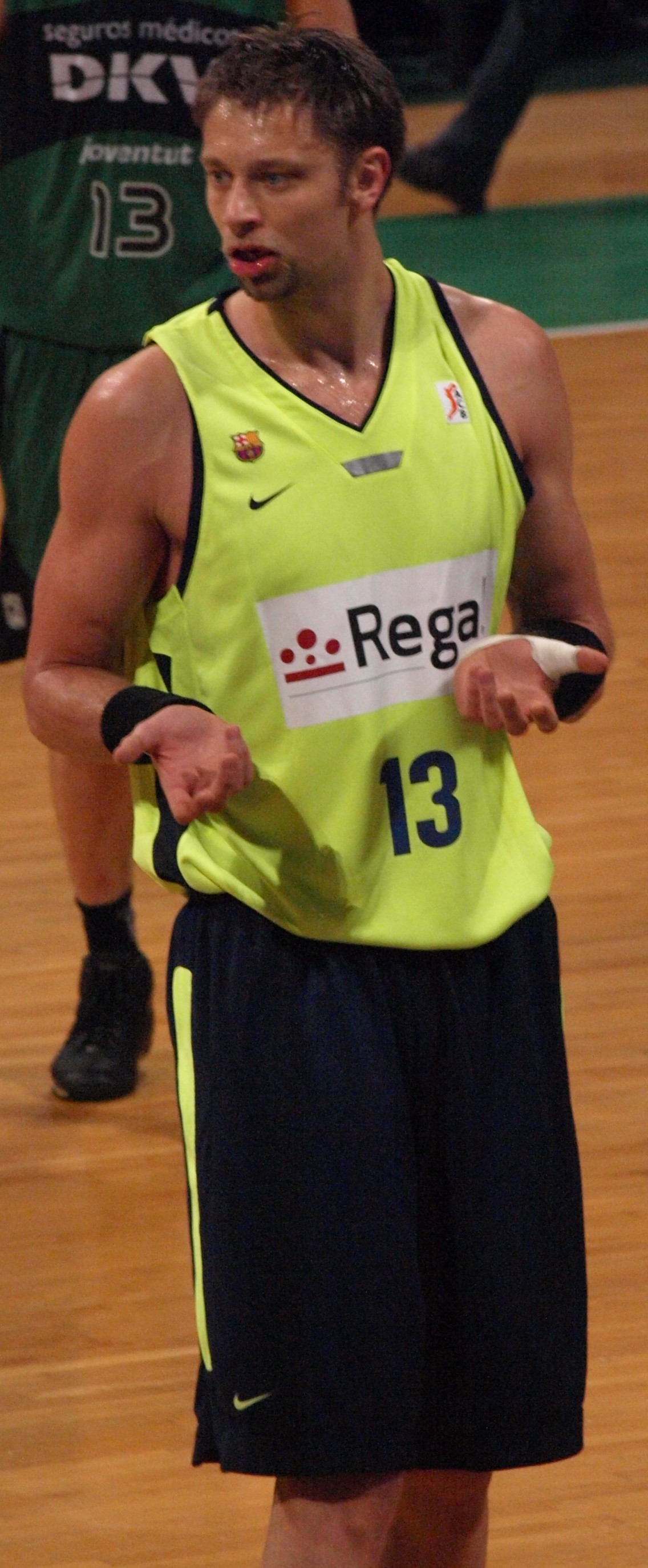
David Andersen.

Absences notables : Andrew Bogut (Warriors de Golden State) et Patty Mills (Spurs de San Antonio).

### Corée du Sud
La sélection est composée de :
| Numéro | Joueur                          | Poste | Naissance         | Taille | Club 2013-2014                         |
| ------ | ------------------------------- | ----- | ----------------- | ------ | -------------------------------------- |
| 4      | Moon Tae-jong (Jarod Stevenson) | F     | 1er décembre 1975 | 1,98 m | Changwon LG Sakers (en)                |
| 5      | Park Chan-hee                   | G     | 17 avril 1987     | 1,90 m | Anyang KGC (en)                        |
| 6      | Yang Dong-geun                  | G     | 14 septembre 1981 | 1,81 m | Ulsan Mobis Phoebus (en)               |
| 7      | Kim Tae-sool                    | G     | 13 août 1984      | 1,80 m | Jeonju KCC Egis (en)                   |
| 8      | Lee Jong-hyun                   | C     | 5 février 1994    | 2,06 m | Université de Corée                    |
| 9      | Kim Sun-hyung                   | G     | 1er juillet 1988  | 1,87 m | Seoul SK Knights (en)                  |
| 10     | Cho Sung-min                    | G     | 23 décembre 1983  | 1,89 m | Busan KT Sonicboom (en)                |
| 11     | Yang Hee-jong                   | F     | 11 mai 1984       | 1,94 m | Anyang KGC                             |
| 12     | Kim Joo-sung                    | C     | 9 novembre 1979   | 2,05 m | Wonju Dongbu Promy (en)                |
| 13     | Heo Il-young                    | F     | 5 août 1985       | 1,95 m | Goyang Orions (en)                     |
| 14     | Oh Se-keun                      | C     | 20 mai 1987       | 2,00 m | Korea Armed Forces Athletic Corps (en) |
| 15     | Kim Jong-kyu                    | C     | 3 juillet 1991    | 2,07 m | Changwon LG Sakers                     |

Sélectionneur :  Yoo Jae-Hak
Assistants :  Lee Hun-jae,  Lee Sang-beom

### Lituanie
La sélection est composée de :
| Numéro | Joueur               | Poste | Naissance         | Taille | Club 2013-2014             |
| ------ | -------------------- | ----- | ----------------- | ------ | -------------------------- |
| 4      | Martynas Pocius      | SG    | 28 avril 1986     | 1,96 m | Galatasaray Liv Hospital   |
| 5      | Adas Juškevičius     | PG    | 3 janvier 1989    | 1,94 m | Lietuvos Rytas Vilnius     |
| 6      | Mindaugas Kuzminskas | SF    | 19 octobre 1989   | 2,04 m | Unicaja Málaga             |
| 7      | Darjuš Lavrinovič    | C     | 1er novembre 1989 | 2,12 m | Grissin Bon Reggio Emilia  |
| 8      | Jonas Mačiulis       | C     | 10 février 1985   | 1,98 m | Real Madrid                |
| 9      | Renaldas Seibutis    | G     | 23 juillet 1985   | 1,96 m | Darüşşafaka SK             |
| 10     | Simas Jasaitis       | SF    | 26 mars 1982      | 2,01 m | Lokomotiv Kouban-Krasnodar |
| 11     | Donatas Motiejūnas   | PF    | 20 septembre 1990 | 2,13 m | Rockets de Houston         |
| 12     | Kšyštof Lavrinovič   | PF    | 1er novembre 1979 | 2,10 m | Valencia Basket Club       |
| 13     | Paulius Jankūnas     | PF    | 29 avril 1984     | 2,05 m | Žalgiris Kaunas            |
| 14     | Jonas Valančiūnas    | C     | 6 mai 1992        | 2,11 m | Raptors de Toronto         |
| 15     | Šarūnas Vasiliauskas | PG    | 27 mars 1989      | 1,88 m | Trefl Sopot                |

Sélectionneur :  Jonas Kazlauskas
Assistants :  Gintaras Krapikas,  Darius Maskoliūnas

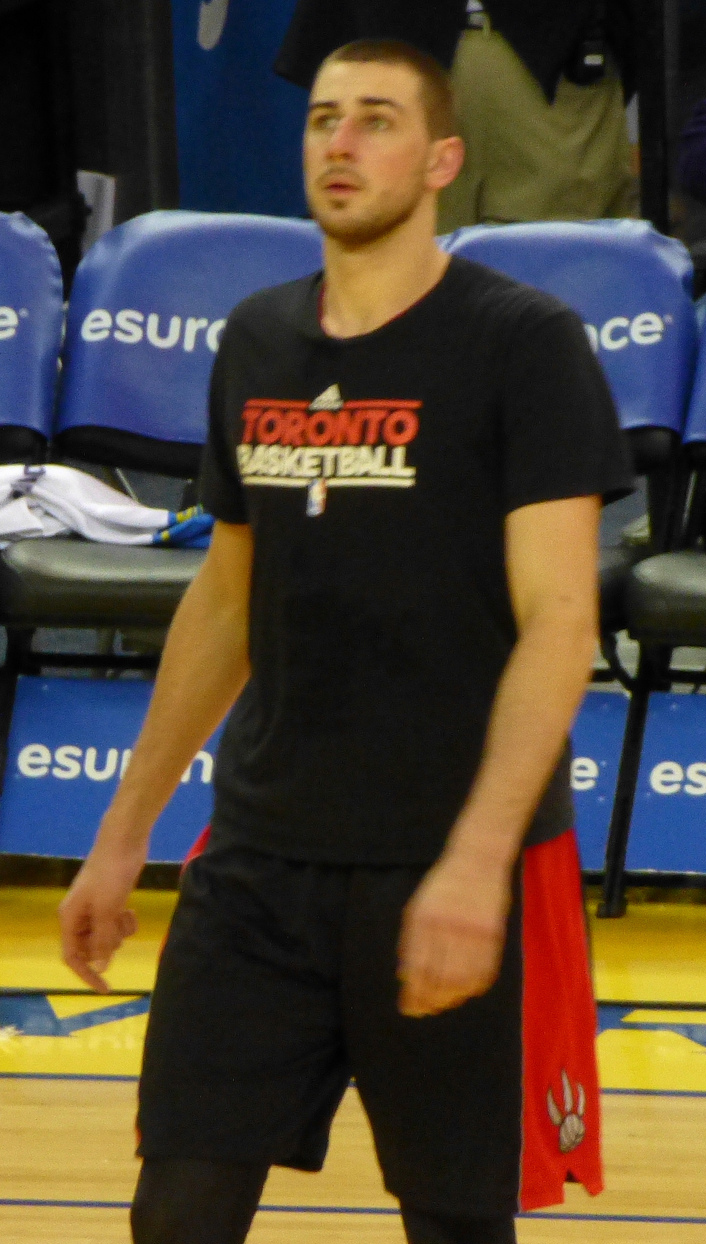
Jonas Valančiūnas.

Absences notables : Robertas Javtokas, Linas Kleiza ;
Joueurs non retenus : Deividas Gailius, Artūras Gudaitis, Žygimantas Janavičius, Mantas Kalnietis, Antanas Kavaliauskas ;

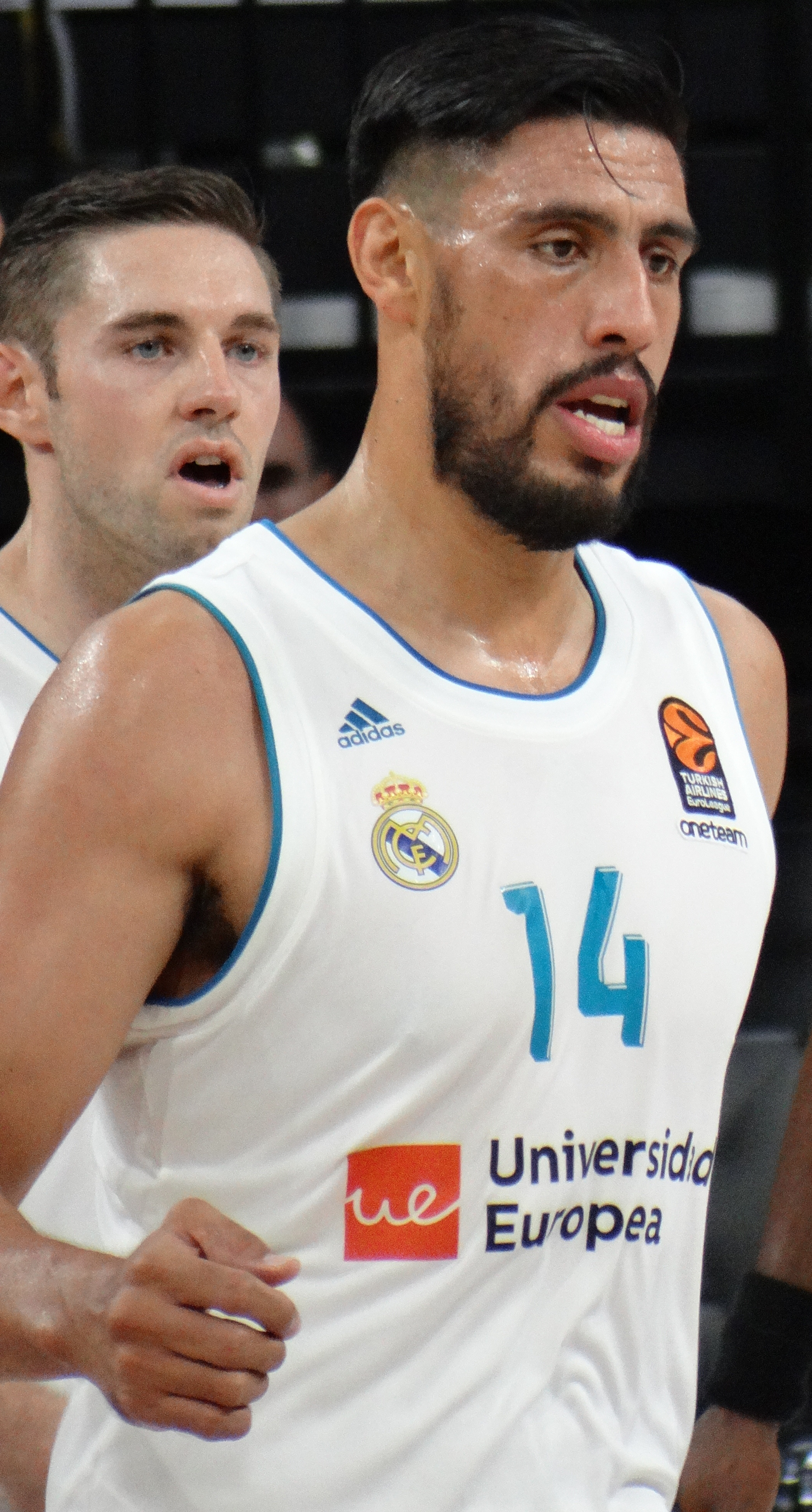
Gustavo Ayón.

### Mexique
La sélection est composée de :
| Numéro | Joueur           | Poste | Naissance        | Taille | Club 2013-2014               |
| ------ | ---------------- | ----- | ---------------- | ------ | ---------------------------- |
| 4      | Paul Stoll       | PG    | 14 décembre 1985 | 1,80 m | Trabzonspor                  |
| 5      | Marco Ramos      | PF    | 26 février 1987  | 1,98 m | Halcones Rojos Veracruz      |
| 6      | Roman Martínez   | SG    | 5 mars 1988      | 2,01 m | Soles Mexicali               |
| 7      | Jorge Gutierrez  | PG    | 27 décembre 1988 | 1,90 m | Nets de Brooklyn             |
| 8      | Gustavo Ayón     | C     | 1er avril 1985   | 2,06 m | Hawks d'Atlanta              |
| 9      | Francisco Cruz   | SG    | 3 octobre 1989   | 2,02 m | Halcones Rojos Veracruz      |
| 10     | Israel Gutiérrez | C     | 15 janvier 1993  | 2,06 m | Halcones Rojos Veracruz      |
| 11     | Pedro Meza       | PG    | 15 octobre 1985  | 1,86 m | Halcones Xalapa              |
| 12     | Héctor Hernández | PF    | 15 juin 1985     | 2,04 m | Pioneros Quintana Roo-Cancun |
| 13     | Orlando Méndez   | SG    | 29 avril 1986    | 1,83 m | Halcones Xalapa              |
| 14     | Adrián Zamora    | PF    | 28 octobre 1986  | 2,00 m | Halcones Rojos Veracruz      |
| 15     | Adam Parada      | C     | 21 octobre 1981  | 2,08 m | Halcones Xalapa              |

Sélectionneur :  Sergio Valdeolmillos
Assistants :  Javier Ceniceros,  Ramón Díaz

### Slovénie
La sélection est composée de :
| Numéro | Joueur          | Poste | Naissance         | Taille | Club 2013-2014            |
| ------ | --------------- | ----- | ----------------- | ------ | ------------------------- |
| 4      | Jure Balažič    | F     | 12 septembre 1980 | 2,04 m | Tofaş Bursa SK            |
| 5      | Uroš Slokar     | F     | 14 mai 1983       | 2,10 m | Estudiantes Madrid        |
| 6      | Aleksej Nikolić | G     | 21 février 1995   | 1,91 m | OKK Spars Sarajevo        |
| 7      | Klemen Prepelič | G     | 20 octobre 1992   | 1,91 m | Bandırma Banvit           |
| 8      | Edo Murić       | F     | 27 novembre 1991  | 2,03 m | KK Krka Novo Mesto        |
| 9      | Jaka Blažič     | G     | 30 juin 1990      | 1,96 m | Étoile rouge de Belgrade  |
| 10     | Miha Zupan      | F     | 13 septembre 1982 | 2,05 m | Spartak Saint-Pétersbourg |
| 11     | Goran Dragić    | G     | 6 mai 1986        | 1,91 m | Suns de Phoenix           |
| 12     | Zoran Dragić    | G     | 22 juin 1989      | 1,96 m | Unicaja Málaga            |
| 13     | Domen Lorbek    | G     | 6 mars 1985       | 1,98 m | Royal Halı Gaziantep      |
| 14     | Jaka Klobučar   | G     | 22 juin 1989      | 1,96 m | KK Krka Novo Mesto        |
| 15     | Alen Omić       | C     | 6 mai 1992        | 2,15 m | Union Olimpija Ljubljana  |

Sélectionneur :  Jurij Zdovc
Assistants :  Chris Thomas,  Stefanos Dedas

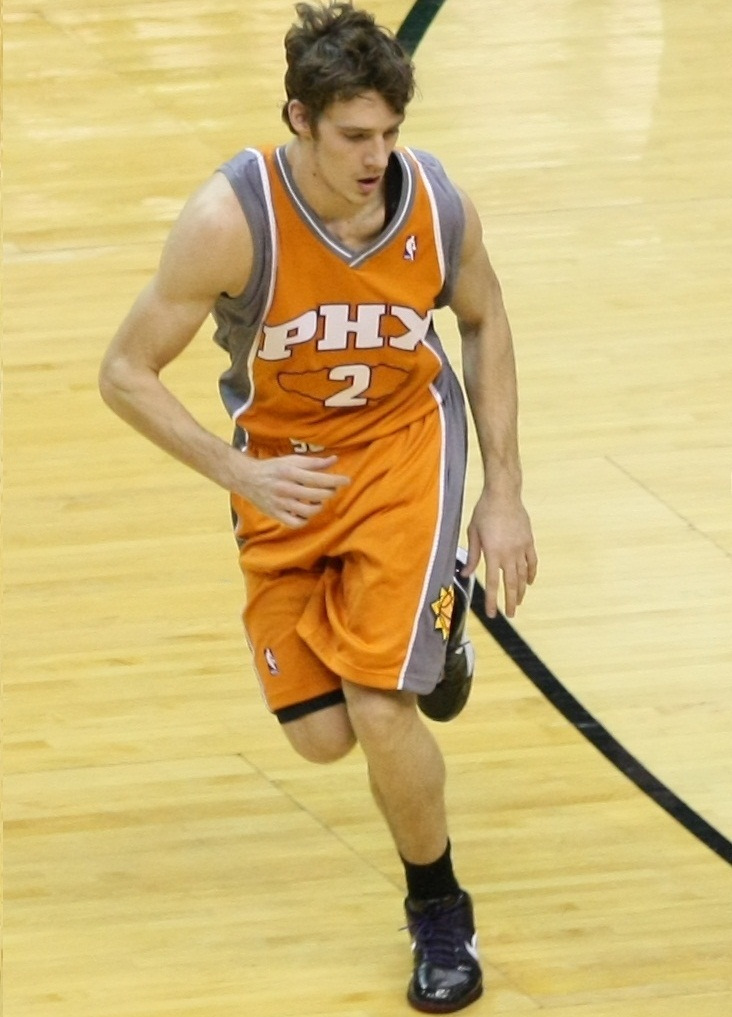
Goran Dragić en 2010

Joueurs non retenus : Matej Krusic, Luka Lapornik, Erazem Lorbek, Matej Rojc ;